# Rhenguldet
Rhenguldet WWV 86A (tyska: Das Rheingold) är en tysk opera i en akt (fyra scener) med musik och libretto av Richard Wagner. Rhenguldet är den första delen i operatetralogin Nibelungens ring. Den hade premiär som ensam opera i München den 22 september 1869 och fick sitt uruppförande som en del av Ringcykeln på Bayreuth Festspielhaus den 13 augusti 1876.
Wagner skrev Ringens libretti i omvänd ordning, så att Rhenguldet var den sista av texterna som skrevs. Den var dock den första som tonsattes. Partituret fullbordades 1854, men Wagner var ovillig att sanktionera dess framförande förrän hela cykeln var fullbordad. Han arbetade periodvis med denna musik fram till 1874. Premiären i München 1869 av Rhenguldet iscensattes mot Wagners vilja på order av kung Ludvig II av Bayern, hans beskyddare. Efter premiären i Bayreuth 1876 introducerades Ringcykeln i den världsomspännande repertoaren, med föreställningar i alla de stora operahusen, där den har förblivit ett regelbundet och populärt inslag.
I sin essä Oper und Drama från 1851 hade Wagner lagt fram nya principer för hur musikdramer skulle konstrueras, enligt vilka de konventionella operaformerna (arior, ensembler, körer) förkastades. I stället för att ge ordinramningar skulle musiken tolka texten känslomässigt, spegla de känslor och stämningar som ligger bakom verket, genom att använda ett system av återkommande ledmotiv för att representera människor, idéer och situationer. Rhenguldet var Wagners första verk som anammade dessa principer, och hans mest rigida fasthållande vid dem, trots några få avvikelser – Rhendöttrarna sjunger ofta i ensemble.
Som den "inledande kvällen" i cykeln ger Rhenguldet bakgrunden till de händelser som driver de viktigaste dramerna i cykeln. Den berättar om Alberichs stöld av rhenguldet efter att han avsagt sig kärleken; hans formande av den allsmäktiga ringen av guldet och hans förslavande av nibelungarna; Wotans beslagtagande av guldet och ringen, för att betala sin skuld till jättarna som har byggt hans fästning Valhall; Alberichs förbannelse över ringen och dess ägare; Erdas varning till Wotan att överge ringen; den tidiga manifestationen av förbannelsens makt efter att Wotan ger ringen till jättarna; och gudarnas oroliga intåg i Valhall, i skuggan av deras förestående undergång.
Den svenska premiären ägde rum på Stockholmsoperan den 26 oktober 1901 och den iscensattes åter med premiär den 21 november 1924, den 18 februari 1938, den 20 april 1968, den 22 februari 1997 och den 10 september 2005. Den sattes upp på Folkoperan med premiär den 26 januari 2002.
den

## Bakgrund

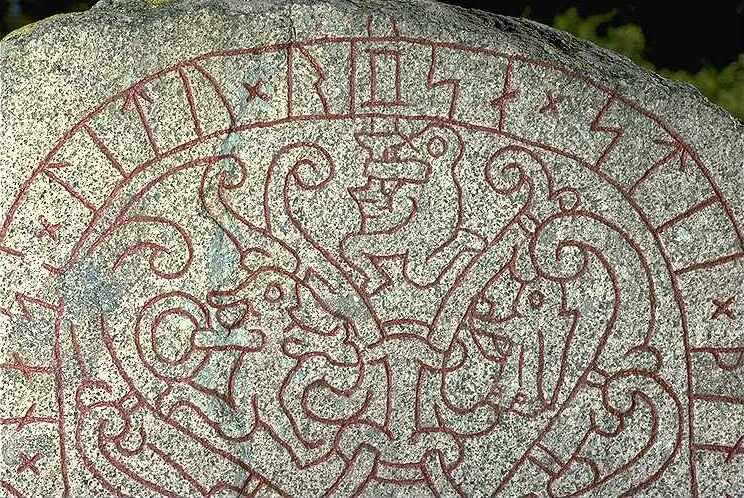
Sigurdskvädet på Drävlestenen. Till vänster syns en karaktär med en ring, vilket antas skildra Andvare med ringen Andvaranaut. I toppen syns Sigurd som dräper Fafner och till höger syns en valkyrja med fläta och dryckeshorn vilket antas vara Sigdriva (Brynhild).

Efter att ha avslutat sin opera Lohengrin i april 1848 valde Richard Wagner som sitt nästa ämne Siegfried, den legendariska hjälten i den germanska myten. I oktober samma år förberedde han ett prosautkast till Siegfrieds död, som han under de följande månaderna utvecklade till ett fullständigt libretto. Efter sin flykt från Dresden och flytten till Schweiz fortsatte han att utveckla och utvidga sitt Siegfried-projekt, efter att under tiden ha beslutat att ett enda verk inte skulle räcka för hans syften. I hans utvidgade koncept skulle Siegfrieds död vara kulmen på en serie musikdramer som inkorporerade ett nätverk av myter från hans källor och fantasi, som var och en berättar ett stadium av historien. År 1851 beskrev han sitt syfte i sin essä "Eine Mitteilung an meine Freunde": "Jag ämnar att producera min myt i tre kompletta dramer, föregångna av ett långt preludium (Vorspiel)." Vart och ett av dessa dramer skulle, sade han, utgöra en självständig helhet, men skulle inte uppföras separat. "Vid en särskilt utsedd fest föreslår jag att man någon gång i framtiden sätter upp dessa tre dramer med deras förspel under loppet av tre dagar och en förkväll."
I enlighet med detta schema blev Siegfrieds död, som ofta reviderats från sin ursprungliga form, så småningom Ragnarök. Den föregicks av berättelsen om Siegfrieds ungdom, Den unge Siegfried, som senare döptes om till Siegfried, och som i sin tur föregicks av Valkyrian. Till dessa tre verk fogade Wagner slutligen en prolog som han kallade Rhenguldet.

## Tillkomsthistoria

### Text, källor och karaktärer

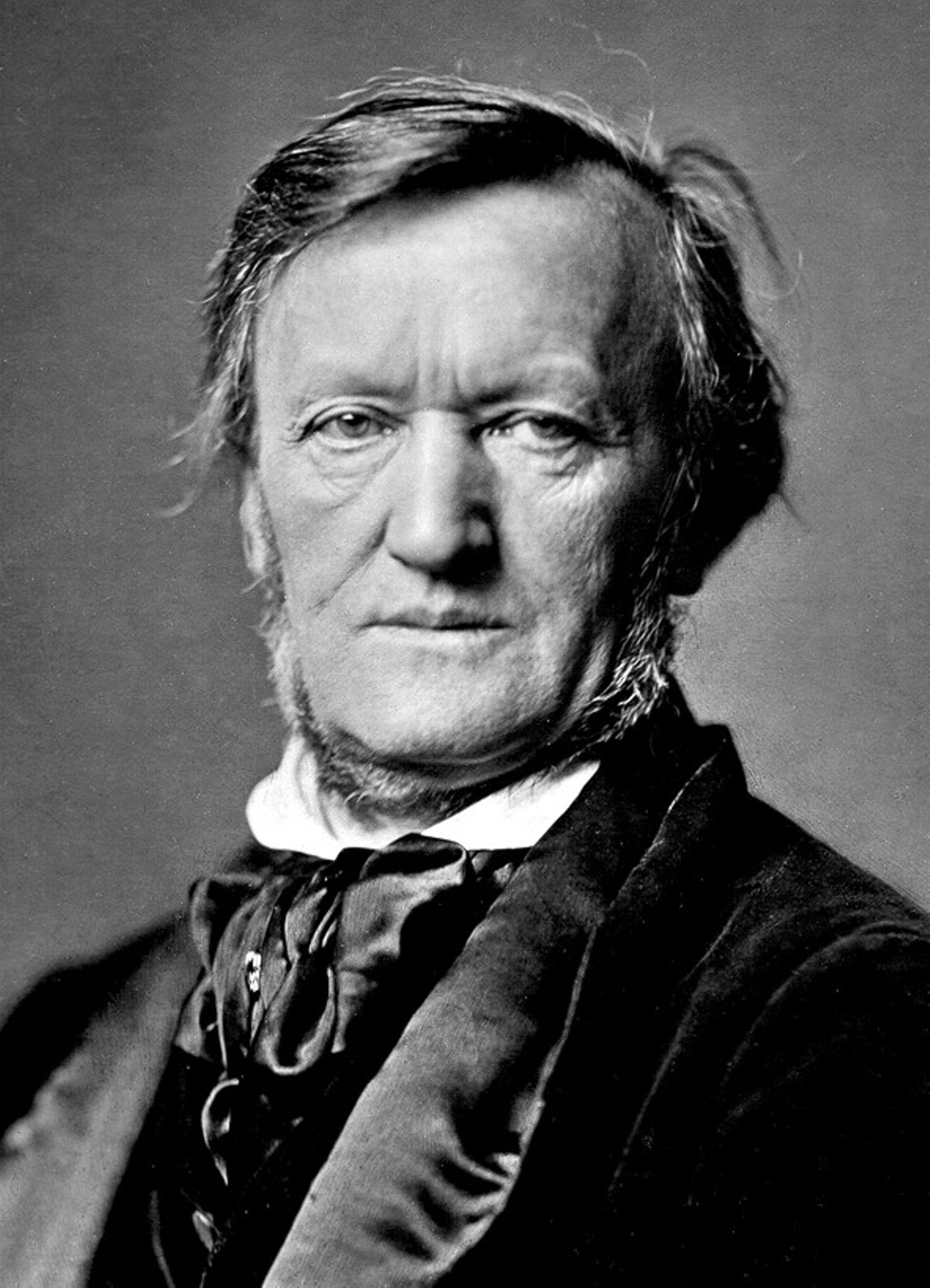
Richard Wagner 1871

Eftersom Wagner utvecklade sitt Ring-schema i omvänd kronologisk ordning var "dikten" (librettot) till Rhenguldet den sista av de fyra som skrevs. Han avslutade sin prosaplan för verket i mars 1852 och den 15 september började han skriva hela librettot, som han slutförde den 3 november. I februari 1853 läste Wagner upp hela Ringens text för en inbjuden publik på Hotel Baur au Lac i Zürich, varefter alla fyra delarna publicerades i en privat upplaga på 50 exemplar. Texten publicerades inte kommersiellt förrän 1863.
Av de viktigaste källorna som Wagner använde för att skapa Ringcykeln var det de skandinaviska Eddorna – den Poetiska Eddan och Snorres Edda – som stod för det mesta av materialet till Rhenguldet. Det är dikter och texter från 1100- och 1200-talets Island, som berättar om olika nordiska gudars göranden. Bland dessa berättelser stjäls en magisk ring och en skatt av guld som innehas av dvärgen Andvari (Wagners Alberich) av gudarna Oden (Wotan) och Loke (Loge) och används för att betala en skuld till två bröder. En av dessa, Fafnir, dödar sin bror och förvandlar sig själv till en drake för att vakta guldet. Eddorna introducerar också gudarna Tor (Donner), Frej (Froh) och gudinnorna Frigg (Fricka) och Freja (Freia). Idén om Erda, jordmodern, kan ha härletts från karaktären Jord (som betyder "jord"), som förekommer i Eddorna som mor till Tor.
Enligt en teori av Jacob Grimm gjorde sig såväl Alberich som Wotan, såväl dvärgen (svartalven) som guden, skyldiga till egoistisk maktlystnad. Den här tanken inspirerade Wagner till att framställa Nibelungen och guden som ett slags spegelbilder. Båda gör sig skyldiga till stöld för att få ringen och båda klamrar sig krampaktigt fast vid den makt som manifesteras i ringen. Wagner bekräftar den här parallellen genom det nära släktskapet mellan Ringmotivet och Valhallamotivet. Valhallamotivet står i tonarten Dess-dur, Nibelheim i b-moll. Tonarterna är så kallade parallelltonarter, som står i nära släktskap med varandra (de har till exempel samma antal förtecken). Det råder knappast något tvivel om att Wagner genom att notera Nibelungmotivet i b-moll ville framställa Valhalls skuggrike. De båda motivens motsägelsefulla enhet förtydligas också genom karakteriseringen av Alberich respektive Wotan. Nibelheims härskare kallas ofta för Schwarz-Alberich (”Svart-Alberich” – det tyska ordet för svartalv är Schwarzalb) och Wotan en gång för Licht-Alb (”Ljusalv”). Försakelsemotivet är avgörande för en bedömning av Alberich och Wotan. I början är Wotan skenbart den gode hjälten och Alberich den onde. Guden skänker världen lagar och bevarar ordningen med sitt spjut. Alberich suger däremot ut sitt folk. Han försakar älskogen, eftersom naturen (som symboliseras av Rhendöttrarna) nekar att ge honom tillfredsställelse. Ringens makt ska ge honom ersättning för kärleken. Även i Nibelheim, på höjden av sin makt, avundas han gudarna deras underbara liv och lust. Eftersom han inte kan mätta sin längtan efter liv och lust, förbannar han världen och önskar den kärlekslöshet.

Henning Malm som Loge på Kungliga Operan i Stockholm 1907

I Wagners porträtt av Wotan saknar man däremot tecken på kärlek. Inte ens på höjden av sin makt lyckas Alberich glömma Rhendottern Wellgundes kärleksmelodi. Om Wotan inte skulle ha varit tvingad av naturlagarna att avstå, skulle han för allsmäktighetens skull ha offrat Freia, kärlekens gudinna. I Wagners framställning törstar Wotan efter makt. När han genom Loges berättelse blir medveten om ringens betydelse vill han genast äga den och glömmer Rhendöttrarna, vilka han som bevakare av världsordningen måste återge det stulna guldet. Senare, i uppgörelsen med Alberich, åberopar han demagogiskt Rhendöttrarna för att rättfärdiga sin stöld. Under tiden som jättarna väger upp Freia med guld, glömmer han världen och försjunker i sin betraktelse av ringen. När han inser att han för att friköpa Freia även måste ge jättarna ringen, uttalar han i det trängda läget sina hemligaste tankar: (”Lämna mig i fred, ej ringen jag ger!”)
Några få Rhenguldsfigurer härstammar från utanför Eddorna. Mime dyker upp i Didrikssagan, som en mänsklig smed snarare än som en förslavad Nibelung. De tre Rhendöttrarna förekommer inte i någon av sagorna och är i allt väsentligt Wagners eget påhitt. Han uppgav också deras individuella namn Woglinde, Wellgunde och Floßhilde. I sin analys av Ringen föreslår Deryck Cooke att Rhendöttrnas ursprung kan vara i Nibelungenlied, där tre vattenandar retar karaktärerna Hagen och Gunther. Wagner kan också ha påverkats av den Rhenbaserade tyska legenden om Lorelei, som lockar fiskare till klipporna med sin sång, och av den grekiska Hesperidesmyten där tre jungfrur vaktar en gyllene skatt.
Robert Jacobs konstaterar i sin biografi över kompositören att "Nibelungmyten" som Wagner baserade hela sin Ringen-historia på var "i hög grad en personlig skapelse", resultatet av Wagners "briljanta manipulation" av sina källor. I Rhenguldets text använde Wagner sin fantasiförmåga för att anpassa, förändra och förvränga berättelserna och karaktärerna i sagorna. J.K. Holman citerar i sin "Listener's Guide and Concordance" (2001) Alberich-karaktären som ett typexempel på Wagners förmåga att "konsolidera utvalda aspekter från olika berättelser för att skapa ... levande, konsekventa och psykologiskt övertygande porträtt". Medan vissa karaktärers betydelse förstärks i Wagners version, reduceras andra, som Donner, Froh och Freia, som är viktiga figurer i sagorna, av Wagner till roller av i stort sett passiv betydelse. Wagner tänkte sig ursprungligen den första scenen i Rhenguldet som en prolog till de tre scener som följer den. Som sådan replikerar strukturen den i Ragnarök, och även den i hela Ringcykeln.

### Komponerande
Redan 1840 hade Wagner i sin novell "En pilgrimsfärd till Beethoven" förutsett en form av lyriskt drama där de vanliga operauppdelningarna skulle försvinna. I början av 1851 publicerade han sin boklånga essä Oper und Drama, där han utvecklade sina framväxande idéer kring begreppet allkonstverk – "totalt konstverk". I den nya sortens musikdrama, skrev han, skulle de traditionella operanormerna med kör, arior och sångnummer inte ha någon roll. Vokallinjen skulle, med Gutmans ord, "tolka texten känslomässigt genom artificiellt beräknade sammanställningar av rytm, accent, tonhöjd och tonartsrelationer". Orkestern, förutom att tillhandahålla den instrumentala färgen som var lämplig för varje scensituation, skulle använda ett system av ledmotiv, som var och en musikaliskt representerade en person, en idé eller en situation. Wagner kallade dessa "reminiscens- och föraningsmotiv", som bär på en intensiv känslomässig upplevelse genom musik snarare än ord. Enligt Jacobs skulle de "genomsyra hela vävnaden i musikdramat". Rhenguldets partitur är uppbyggt kring många sådana motiv; Analytiker har använt olika principer för att bestämma det totala antalet. Holman räknar med 42, medan Roger Scruton, i sin filosofiska analys av Ringen från 2017, räknar dem till 53.

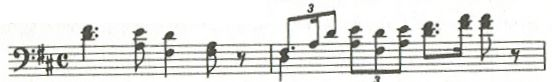
Freias motiv

Bortsett från några tidiga skisser från 1850, som rör Siegfrieds död, komponerade Wagner Ringens musik i dess rätta ordning. Rhenguldet var alltså hans första försök att anamma de principer som anges i Oper und Drama. Enligt hans memoarer fick Wagner sin första inspiration till musiken i en halvdröm den 4 september 1853 när han befann sig i La Spezia i Italien. Han beskriver en känsla av att "sjunka i snabbt strömmande vatten. Det brusande ljudet formade sig i min hjärna till ett musikaliskt ljud, ett ackord i Ess-dur, som ständigt ekade i brutna former ... Jag insåg genast, att den orkestrala ouvertyren till Rhenguldet, som länge måste ha legat latent inom mig, ehuru den inte kunnat finna någon bestämd form, äntligen hade uppenbarats för mig." Vissa auktoriteter (till exempel Millington et al., 1992) har ifrågasatt giltigheten av denna berättelse, som Nikolaus Bacht refererar till som en "akustisk hallucination".
Efter en längre turné var Wagner tillbaka i Zürich i slutet av oktober och började skriva ner Rhenguldet den 1 november. Han färdigställde det första utkastet i mitten av januari 1854 och i slutet av maj hade han färdigställt hela orkesterpartituret. Enligt Holman blev resultatet "en häpnadsväckande brytning med Wagners tidigare musikaliska produktion". Under de tre år som följde efter att Wagner hade färdigställt Rhenguldet skrev han musiken till Valkyrian och de två första akterna av Siegfried. Vid den tidpunkten, 1857, la han Siegfried åt sidan för att arbeta med Tristan och Isolde, och återvände inte till Ring-projektet på 12 år.

## Uppförandehistorik

### München 22 september 1869
Långt innan Rhenguldet var klart för framförande dirigerade Wagner utdrag ur musiken från scen 1, 2 och 4 vid en konsert i Wien den 26 december 1862. Verket förblev ouppsatt, men 1869 tryckte Wagners främste finansiär, kung Ludvig II av Bayern, på för att få ett tidigt framförande i München. Wagner ville vänta tills cykeln var fullbordad, då han själv skulle iscensätta verket. Dessutom skulle hans återkomst till München sannolikt ha utlöst en skandal, med tanke på hans dåvarande affär med den gifta Cosima von Bülow. Wagner blev förskräckt vid tanken på att hans verk skulle presenteras i enlighet med Ludvigs excentriska smak. Ludvig, som hade upphovsrätten, insisterade dock på att Rhenguldet skulle sättas upp på Hofoper i München utan ytterligare dröjsmål. Wagner gjorde allt han kunde för att sabotera denna uppsättning, som var satt till augusti 1869, och övertalade den utnämnde dirigenten Hans Richter att avgå efter en besvärlig generalrepetition. Luvwig var oberörd. Han fördömde Wagner, avskedade Richter, utsåg en annan dirigent (Franz Wüllner) och bokade om premiären till den 22 september. Wagner nekades tillträde till repetitionerna på teatern och återvände, arg och besegrad, till sitt hem i Tribschen.
Uppgifterna går isär om huruvida premiären i München blev en succé eller inte. Osborne hävdar att föreställningen var framgångsrik, liksom Holman, medan Oliver Hilmes i sin biografi om Cosima beskriver den som "en konstnärlig katastrof". I Cosimas dagboksanteckningar för den 24 och 27 september noteras att föreställningen i Münchenpressen framställdes som en succès d'estime, eller på annat sätt som "ett överdådigt dekorerat, tråkigt verk". Gutman hävdar att mycket av de negativa kommentarerna om Münchenpremiären härrör från senare Bayreuth-propaganda, och drar slutsatsen att "på många sätt överträffade dessa Münchenföreställningar nivån vid den första Bayreuth-festivalen". När det gäller publikens reaktion var publikens huvudintresse de nya scenerna och sceneffekterna; Wagners nya sätt att närma sig komposition gick dem till stor del förbi.

### Bayreuth 13 augusti 1876

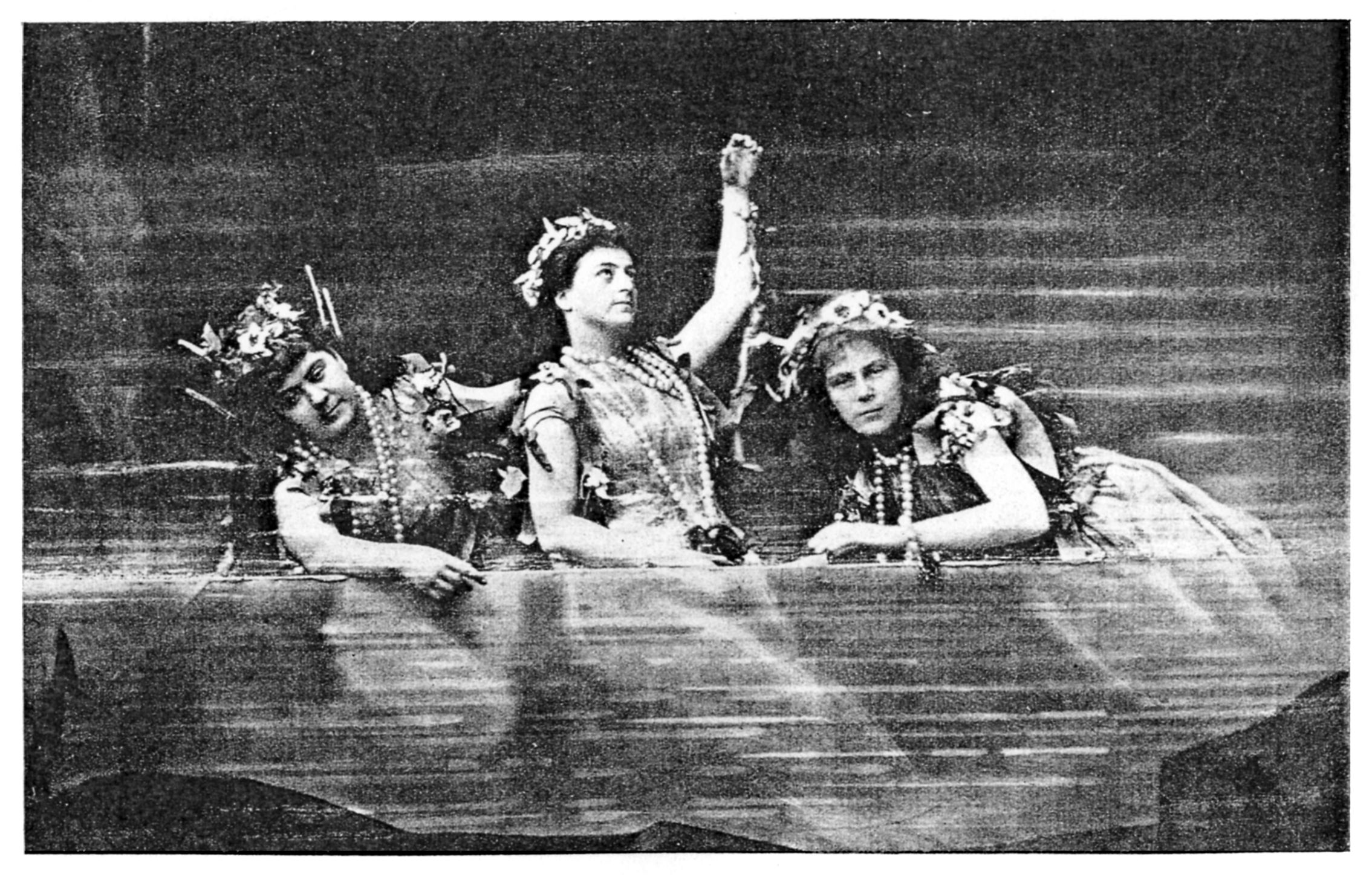
Rhendöttrarna, i den första uppsättningen av Rhenguldet i Bayreuth, 1876. V till h: Minna Lammert (Floßhilde); Lilli Lehmann (Woglinde); Marie Lehmann (Wellgunde)

År 1876, när Bayreuth Festspielhaus byggdes, var Wagner redo att arrangera den första Bayreuthfestivalen med sin egen uppsättning av den nu fullbordade Ringen, som inleddes med ett framförande av Rhenguldet den 13 augusti. Denna händelse föregicks av månader av förberedelser som Wagner var djupt engagerad i; Enligt vittnen var han "regissör, producent, coach, dirigent, sångare, skådespelare, inspicent, scenarbetare och sufflör". Han sökte i Europa efter de bästa orkestermusikerna, och valde ut en i stort sett ny ensemble av sångare – av Münchenensemblen var endast Heinrich Vogl (Loge) engagerad, även om Richter, som avsatts som dirigent i München, fick ta över dirigentpinnen i Bayreuth.
Premiären den 13 augusti var en händelse av internationell betydelse och lockade en framstående publik som bland annat Kejsar Vilhelm I, kejsar Pedro II av Brasilien och många representanter för de olika europeiska kungahusen. Kung Ludvig, som var ovillig att stifta kontakt med sina kungliga kamrater eller den församlade folkmassan, deltog inkognito i generalrepetitionerna, men lämnade Bayreuth före premiärkvällen. De flesta av Europas främsta tonsättare var också närvarande, däribland Tjajkovskij, Gounod, Bruckner, Grieg, Saint-Saëns och Wagners svärfar Franz Liszt, tillsammans med en stor kår av musikkritiker och operahuschefer. Den enorma tillströmningen av besökare överväldigade resurserna i den blygsamma staden och orsakade stort obehag för några av de mest framstående gästerna. Tjajkovskij beskrev senare sin vistelse i Bayreuth som en "kamp för tillvaron".
Trots de noggranna förberedelserna avbröts uruppförandet av Rhenguldet i Bayreuth av flera missöden. En del scenbyten var felhanterade; Vid ett tillfälle lyftes en kuliss upp i förtid för att avslöja ett antal scenarbetare och scenmaskineri; tidigt i scen 4 tappade Franz Betz (som Wotan) bort ringen och var tvungen att gå bakom scenen för att leta efter den. Gasbelysningen misslyckades upprepade gånger och försänkte auditoriet i mörker. En del innovationer fungerade bra – det hjulförsedda maskineriet som Rhendöttrarna använde för att simulera simning var framgångsrikt, och kvaliteten på sången gladde till och med Wagner, som annars var förtvivlad och vägrade att presentera sig för publiken trots att de ropade efter honom. Kritikerna gjorde en stor sak av de tekniska bristerna, som till stor del övervanns under festivalens gång, även om de till Wagners raseri inte erkände detta faktum.

### Senare produktioner

#### Traditionella uppsättningar

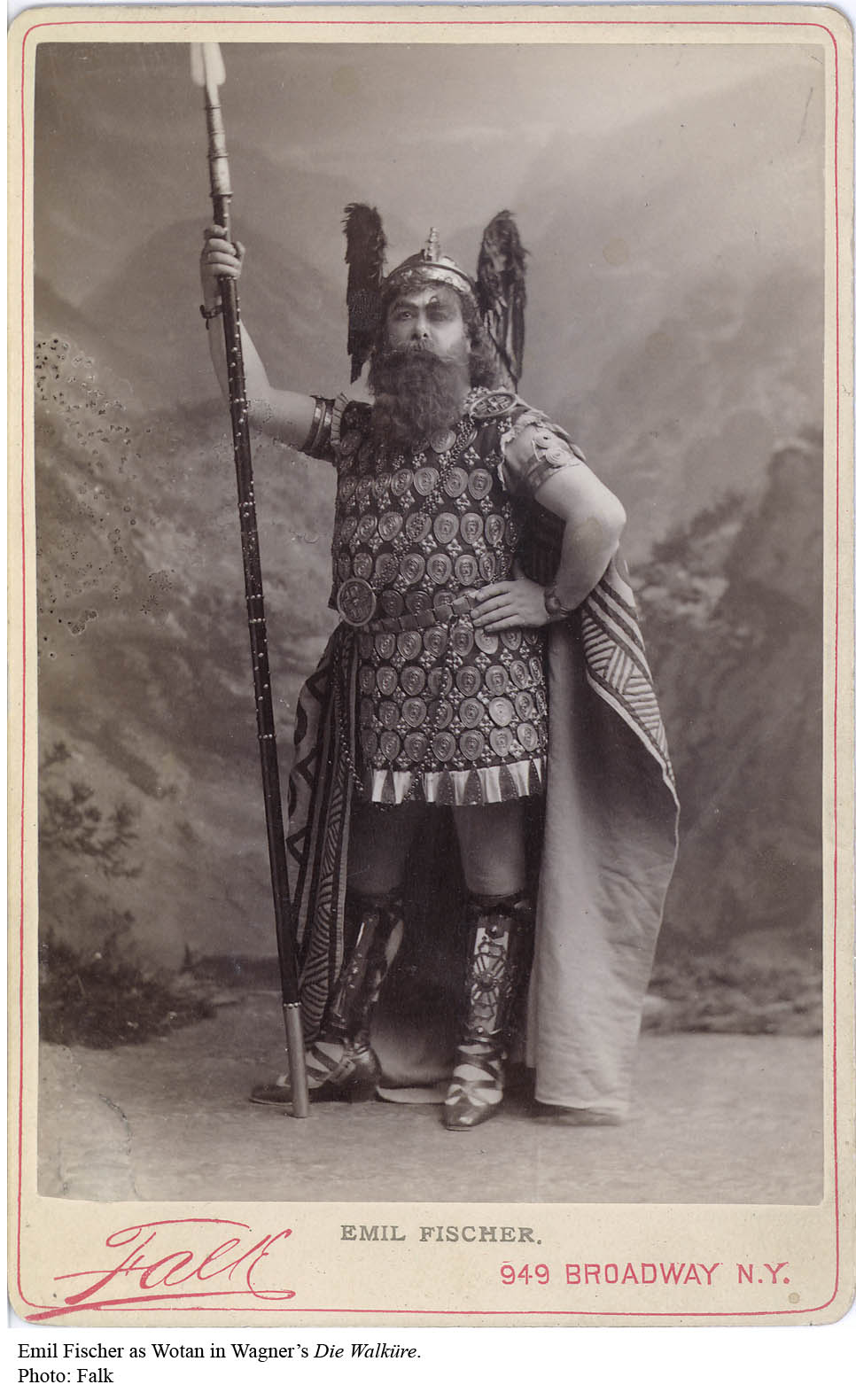
Emil Fischer som Wotan vid premiären 1889 i New York

Efter Festspelen 1876 spelades Rhenguldet inte i Bayreuth på 20 år, tills Cosima återupplivade Ringcykeln för Festspelen 1896. Under tiden försökte operahus över hela Europa sätta upp sina egna produktioner, den första att göra det var Wiener Staatsoper, som satte upp Rhenguldet den 24 januari 1878. I april 1878 sattes Rhenguldet upp i Leipzig, som en del av den första hela Ringcykeln som sattes upp utanför Bayreuth. London följde efter i maj 1882, när Rhenguldet påbörjade en cykel på Her Majesty's Theatre, Haymarket, under ledning av Anton Seidl. Under åren efter premiären i London sattes Ringcykler upp i många europeiska huvudstäder. I Budapest den 26 januari 1889 avbröts den första ungerska föreställningen av Rhenguldet, dirigerad av den unge Gustav Mahler, för en kort stund när hovlogen fattade eld och ett antal besökare flydde från teatern.
Den amerikanska premiären av Rhenguldet gavs av New York Metropolitan Opera i januari 1889, som en enda opera, med Seidl som dirigent. I uppsättningen användes Carl Emil Doeplers ursprungliga Bayreuth-kostymer och scenografin importerades från Tyskland. Enligt The New York Times "var scenografin, kostymerna och effekterna alla designade och utförda med stor konst och orsakade beundransvärda resultat". Särskilt anmärkningsvärt var Joseph Becks framträdande när han sjöng Alberich: "ett fint exempel på wagneriansk deklamatorisk sång, Hans framförande av den berömda ringens förbannelse var anmärkningsvärt utmärkt i sin tydlighet och dramatiska kraft". Den 4 mars 1889 dirigerade Seidl Rhenguldet för att påbörja den första amerikanska Ringcykeln. Därefter blev Rhenguldet, antingen ensam eller som en del av Ringen, ett regelbundet inslag i den internationella operarepertoaren och sågs i Sankt Petersburg (1889), Paris (1901), Buenos Aires (1910), Melbourne (1913), och Rio de Janeiro (1921), liksom många andra stora scener.
Efter nypremiären 1896 framfördes Rhenguldet regelbundet vid Festspelen i Bayreuth, om än inte varje år, i en mängd olika Ringen-produktioner. Fram till andra världskriget, under successiv konstnärlig kontroll av Cosima (från 1896 till 1907), hennes son Siegfried (1908 till 1930) och Siegfrieds änka Winifred (1931 till 1943), avvek dessa uppsättningar inte mycket från de iscensättningar som Wagner hade tänkt ut för premiären 1876. Med få undantag tenderade denna i allmänhet konservativa, till och med vördnadsfulla inställning – som sträckte sig till alla Wagners operor – att återspeglas i föreställningar utanför Bayreuth.

#### "Neu-Bayreuth" och experiment
Festspelen i Bayreuth, som avbröts efter andra världskriget, återupptogs 1951 under ledning av Siegfrieds son Wieland Wagner som introducerade sin första Ringcykel i "Nya Bayreuth"-stil. Detta var motsatsen till allt som hade setts i Bayreuth tidigare, där scenerier, kostymer och traditionella gester övergavs och ersattes av en naken skiva, med suggestiva ljuseffekter för att beteckna förändringar i scen eller stämning. Den skarpa nya Bayreuth-stilen dominerade de flesta uppsättningar av Rhenguldet och Ringen i världen fram till 1970-talet, då en reaktion på den dystra stramheten gav upphov till ett antal nya infallsvinklar. Uppsättningen av Ringen i Bayreuth 1976, regisserad av Patrice Chéreau, blev en viktig milstolpe i Wagners iscensättningshistoria: "Chéreaus avmytologisering av tetralogin medförde en antiheroisk syn på verket ... Hans inramning av handlingen i ett industrialiserat samhälle ... tillsammans med enstaka 1900-talskostymer och rekvisita, antydde en kontinuitet mellan Wagners tid och vår egen". Många av denna uppsättnings funktioner var mycket kontroversiella: öppningen av Rhenguldet avslöjade en stor vattenkraftsdamm där guldet förvaras, vaktad av Rhendöttrarna som framställdes, med Spotts ord, som "tre yppiga tårtor" – en skildring, säger han, som "orsakade en chock som ingen riktigt återhämtade sig från". Enligt The Observers recensent: "Jag hade inte upplevt en så ursinnig protest på teatern som den som mötte Rhenguldet." Till slut övervanns denna fientlighet; Den sista föreställningen av denna uppsättning som gavs 1980, följdes av en ovation som varade i nittio minuter.

#### Efter 1980-talet
Den ikonoklastiska hundraårsringen följdes av många originaltolkningar, i Bayreuth och på andra håll, i slutet av 1900-talet och början av 2000-talet. Festspelen 1988 inleddes med Harry Kupfers dystra tolkning av Rhenguldet, där Wotan och de andra gudarna framställdes som gangsters i maffiasolglasögon. Hela Ringen, säger Spotts, var "en liknelse om hur de makthungriga lurar, ljuger, mobbar, terroriserar och dödar för att få vad de vill ha". I August Everdings Chicago Reingold (som skulle bli en del av en hel Ring-cykel fyra år senare) var Rhendöttrarna fästa vid elastiska rep som manipulerades från vingarna, vilket gjorde det möjligt för dem att sväva fritt genom luften, med hjälp av läppsynk för att koordinera med sångare utanför scenen. Edward Rothstein, som skrev i The New York Times, fann produktionen "ett pussel ... belamrad med manicker och inbilskheter" som han föreställde sig var visuella motiv som skulle förtydligas i senare operor. Keith Warner skildrade i sin produktion för Covent Garden 2004, enligt Barry Millingtons analys, "skiftet från ett deistiskt universum till ett som kontrolleras av människor". Farorna med omstörtade vetenskapliga framsteg demonstrerades i den tredje Rhenguldsscenen, där Nifelheim framställdes som en medicinsk skräckkammare, fylld av vivisektioner och "obeskrivliga" genetiska experiment.
Från slutet av 1980-talet ledde en motreaktion mot tendensen till allt mer besynnerliga tolkningar av Ringcykeln till flera nya produktioner på det mer traditionella sättet. Otto Schenks iscensättning av Rhenguldet, som först sågs på New York Met 1987 och som utgjorde upptakten till hans fullständiga Ring-cykel två år senare, beskrevs av The New York Times som "charmigt gammaldags" och som "en lättnad för många luttrade wagneranhängare". James Morris, som sjöng Wotan i 1987 års uppsättning, och James Levine, den ursprungliga dirigenten, återvände båda 2009 när Schenk tog med sig sin Ring-cykel tillbaka till Met för ett sista framträdande.

## Musiken
Rhenguldet var Wagners första försök att skriva dramatisk musik i enlighet med de principer han hade formulerat i Oper und Drama, därav den allmänna frånvaron i partituret av konventionella operanummer i form av arior, ensembler och körer. I stället för att fungera som ackompanjatör till rösterna, förenar sig orkestern med dem på lika villkor för att driva dramat framåt. Harmoniskt sett använder sig Rhenguldet i stora delar av ”traditionell” funktionsharmonik och växlingar mellan parallella tonarter, men operan inkorporerar flera nya idéer inom harmoni och modulation. Därför räknas Rhenguldet som ett stort steg framåt just genom det nya originella sättet att använda ackordföljder, kromatik, ständig modulationsoro, rikedom i dissonanser (som Wagner till viss del tog upp från Chopin). Stor symfoniorkester används, utökad med till exempel hammare och städ för att symbolisera Nibelungarnas smedja. Enligt Barry Millingtons analys representerar Rhenguldet Wagners renaste tillämpning av opera- och dramaprinciperna, en rigorös hållning som han så småningom skulle komma att modifiera. Till och med i Rhenguldet, som Jacobs antyder, var Wagner flexibel när det dramatiska tillfället krävde det; Sålunda sjunger Rhendöttrarna i de avvisade ensemblerna, och det finns flera tillfällen där karaktärerna sjunger melodier som verkar vara musikaliskt oberoende av det allmänna flödet. Musiken är kontinuerlig, med instrumentala akter som knyter samman de fyra separata scenerna.

### Förspelet

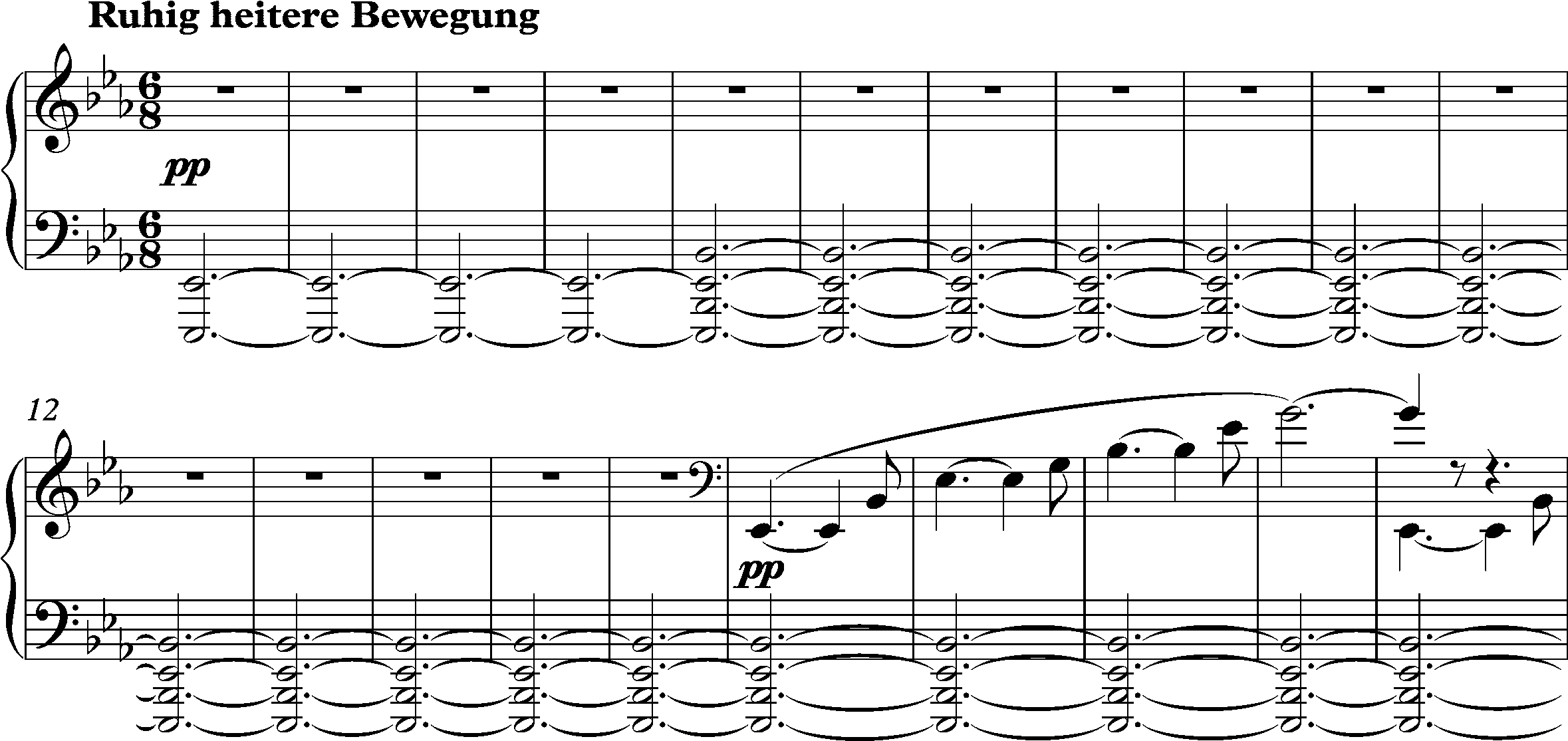
De inledande takterna till Förspelet av Rhenguldet

Förspelet till Rhenguldet består av ett förlängt (136 takter) ackord i E-dur, som börjar nästan ohörbart i det lägsta registret av åtta kontrabasar. Tonen B♭ läggs till av fagotterna och ackordet utsmyckas ytterligare när valthornen kommer in med ett stigande arpeggio för att tillkännage "Natur"-motivet, som skisserar de lägre deltonerna i en harmonisk serie med en E-grundton. Detta utvecklas ytterligare i stråkarna; Instrumenten i de lägre registren upprätthåller E-tonen genom hela förspelet, medan ackordet förstärks alltmer av orkestern. Motivet "Rhen" framträder och representerar vad Osborne beskriver som "det lugna, majestätiska loppet i flodens karaktär". Kompositören Robert Erickson beskriver förspelet som bordunmusik – "det enda välkända bordunstycket i konsertrepertoaren". Millington menar att det utdragna ackordet inte bara representerar Rhens djup, utan "världens födelse, själva skapelseakten".

### Första scenen
När förspelet når sitt klimax går ridån upp och tonarten skiftar till A när Woglinde sjunger en "hälsning till vattnet". De två första och de två sista tonerna i denna korta, klingande passage bildar ett fallande musikaliskt steg, som i olika skepnader kommer att återkomma genom hela operan och omväxlande beteckna Rhendöttrarnas oskuldsfullhet, deras glädje i guldet och omvänt i molltonarten, Alberichs sorg över att han blivit avvisad av dem och hans förslavande under nibelungarna. När Rhendöttrarna uppenbarar sig tillkommer pentatoniken som ett nytt melodiskt element. Även Rhendöttrarnas musikaliska sätt att tala ("Weia! Waga! Woge, du Welle…") antyder ett mytologiskt ursprung även i fråga om födsel, tillkomst och ursprung. Till naturuppvaknandets stilistiska område hör även de musikaliska bilderna av guldet, som sedan urminnes tider har legat i djupet av Rhen, visionen av trädgården där Freias gyllene äpplen mognar och skänker evig ungdom, åskvädret med guden Donner som svingar sin hammare, samt regnbågen som Froh i kvällssolen drar över dalen upp till gudaborgen. 
Guldets första framträdande betecknas av ett dovt hornrop i det lägre registret, som spelas under ett skimmer av böljande stråkar, och som förmedlar, säger Holman, "den glänsande, oskyldiga skönheten hos Rhenguldet i dess oformade tillstånd". Motivet för själva ringen dyker först upp i träblåset, då Wellgunde avslöjar att en ring gjord av guldet skulle ge sin ägare makten att vinna världens rikedomar. Detta följs av det som ibland kallas "försakelse"-motivet, när Woglinde sjunger att för att skapa en sådan ring måste ägaren först avsäga sig kärleken. Förvirring uppstår eftersom samma motiv används senare i Ringcykeln för att representera bekräftelse snarare än avvisande av kärlek. Roger Scruton föreslår att motivet lämpligen skulle kallas "existentiellt val". Alberich förbannar kärleken, griper guldet och ger sig av, till tonerna av Rhendöttrarnas förtvivlade skrik.

### Andra scenen

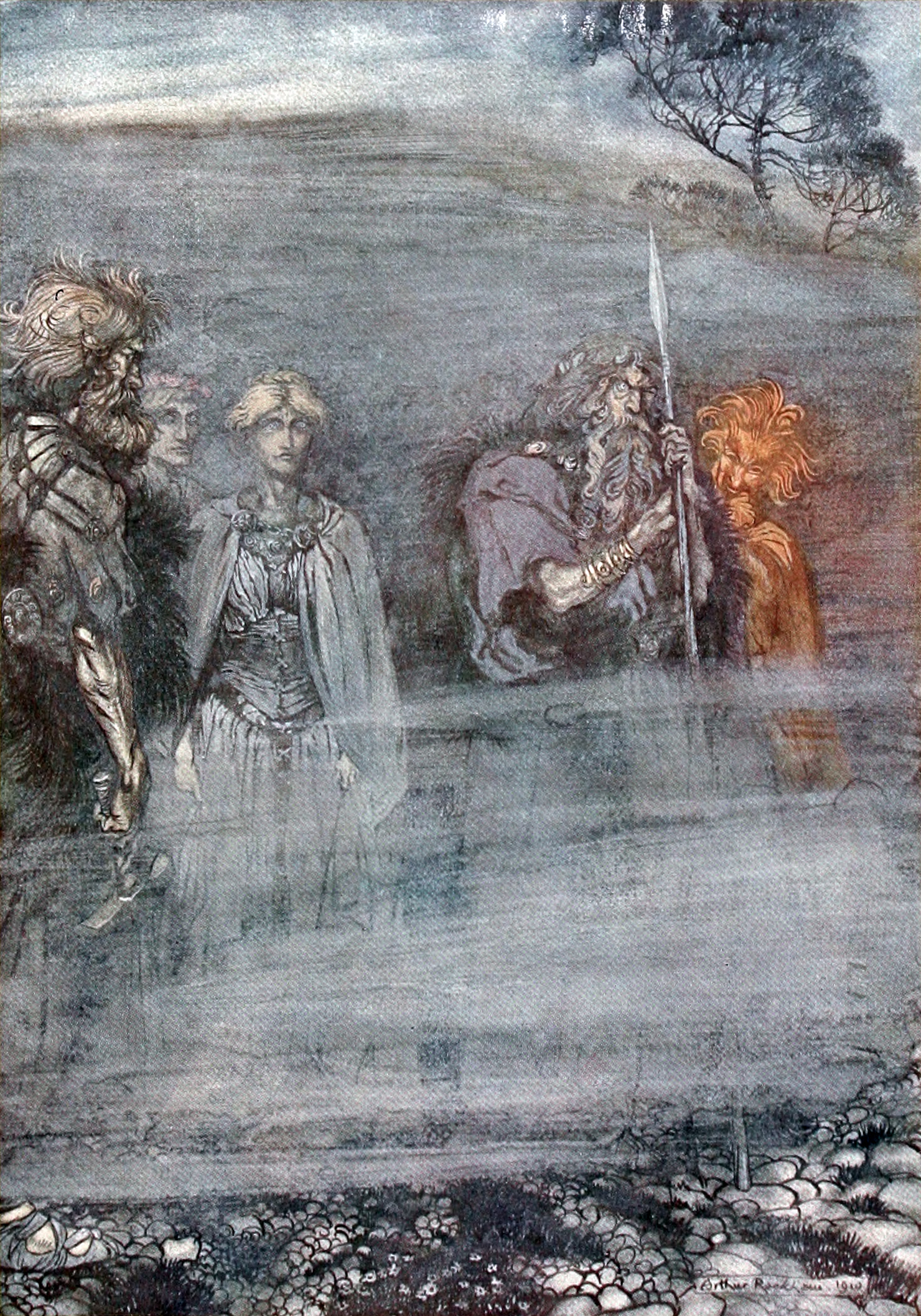
När Freia inte längre är hos gudarna börjar de förlora sin eviga ungdom

Under det första orkestermellanspelet förvandlas Ringen-motivet till den flerstämmiga och ofta upprepade "Valhalla"-musiken – fyra sammanflätade motiv som representerar gudarnas majestät och omfattningen av Wotans makt. Scen två börjar på bergstoppen, inom synhåll för det nyligen färdigställda slottet, där Fricka och Wotan grälar om Wotans kontrakt med jättarna. Denna duolog kännetecknas av Frickas "Kärlekens längtan"-motiv, där hon längtar efter ett hem som kan tillfredsställa Wotan och sätta stopp för hans otrohet. Freias plågade entré illustreras av "Kärleken", ett fragment som kommer att återkomma och utvecklas i takt med att Ringens förlopp utvecklas. Jättarnas entré kännetecknas av tung, stampande musik som speglar både deras enkla natur och deras råa styrka. Motivet "Gyllene äpplen", med "anmärkningsvärd skönhet" enligt Scruton, sjungs av Fafner som en hotfull påminnelse till gudarna om att förlusten av Freia innebär förlusten av deras ungdom och kraft; den används senare av Loge för att håna gudarna för deras svaghet efter Freias avfärd med jättarna. Loge heisst du, doch nenn’ ich dich Lüge (”Ditt namn är Loge, men jag kallar dig Lögne”) säger Wotan, som varken kan handla eller regera utan Loge. Loge (eller Loke som han heter i de fornnordiska sagorna) är den fornnordiska mytologins Lucifer. Han förkroppsligar de sataniska krafterna: heta drifter och begär, brinnande lidelse. Loge är andens eld: Han frambringar glödande tankar, men kan förbränna allt om han förvandlas till eld. Endast i Rhenguldet uppenbarar sig Loge i en påtaglig gestalt (som halvgud). I de följande tre operorna möter vi honom som eld. Hans musikaliska motiv är som hans väsen; oroligt, glittrande, skimrande likt elden. Motivet "Spjutet", en snabbt fallande skala, representerar den moraliska grunden för Wotans makt och heligheten i de fördrag som är ingraverade på den. Frasen med fem fallande toner känd som "Kvinnans värde", som först sjöngs av Loge, beskrivs av Holman som ett av de mest genomgripande och tilltalande motiven i hela Ringcykeln – han listar 43 förekomster av motivet genom hela cykeln. Många av Ringens karaktärer – Wotan, Froh, Alberich, Fasolt och Erda i Rhenguldet – sjunger antingen denna fras eller refereras till den i orkestern.

### Tredje scenen
Wotans och Loges nedstigning till Nibelheim representeras musikaliskt i det andra orkestermellanspelet, som börjar med "försakelse"- och "spjut"-motiven, men snabbt överväldigas av den enträgna, rytmiska 9/8-takten i Nibelung-motivet i B♭, som kort förebådas i Loges monolog scen 2. I höjdpunkten av mellanspelet hamras denna rytm ut på arton städ. Detta motiv används därefter inte bara för att representera nibelungarna utan också deras slaveri i ett tillstånd av obarmhärtig misär. Under scenens inledande interaktion mellan Alberich och Mime hörs det mjuka, mystiska "Tarnhelm"-motivet på dämpade horn; Detta kombineras senare med "orm"-motivet där Alberich, på Loges begäran, använder Tarnhelm för att förvandla sig till en gigantisk orm. Övergången tillbaka till bergstoppen, efter Alberichs fångenskap, refererar till ett antal motiv, bland dem Alberichs lidande, ringen, försakelsen och Nibelungarnas slaveri.

### Fjärde scenen
Efter att Wotan tagit ringen från den fångne Alberich slutar dvärgens plågade, självömkande monolog ("Är jag nu fri?") med hans deklamation av "Förbannelse"-motivet – "en av de mest ondskefulla musikaliska idéer som någonsin har kommit in i operarepertoaren", enligt Scrutons analys: "Den stiger genom ett halvt förminskat ackord, och faller sedan genom en oktav för att lägga sig på en grumlig C-durtreklang, med klarinetter i sitt lägsta register över en pukpedal i fiss". Detta motiv kommer att återkomma genom hela cykeln; det kommer att höras senare i denna scen, när Fafner klubbar Fasolt till döds på grund av innehavet av ringen. Lugna, stigande harmonier introducerar gudarnas och jättarnas återkomst. Den efterföljande dispyten om Wotans ovilja att skiljas från ringen slutar med Erdas framträdande. Motivet är en molltonartad variant av preludiets "Natur"-motiv.

Carl August Söderman som Alberich på Kungliga Operan i Stockholm 1903

Erda, som stiger upp ur bergsklyftan i ett blåaktigt sken, är i enlighet med sitt namn (ty. Erde, sv. Jorden) en elementarkraft och hör genom sitt musikaliska motiv till vattnet (Rhenmotivet klingar här i ciss-moll istället för Ess-dur). Det skulle kunna betyda att hon är Wotans gudomliga medvetande, som tvingats till tystnad men som nu närmar sig sin medvetenhetströskel, kanske är hon den instinkt som förbinder honom med naturen. Tonarten ciss-moll är nämligen inte besläktad med Ess-dur, utan hör i betydligt högre grad hemma i den musik som beskriver borgen Valhall (det är inte en tillfällighet att även de karakteristiska så kallade Wagnertuborna, som skänker Valhallamotivet dess klangfärg, hör hemma i den sfären). Från Wagners brev till August Röckel (den 25 januari 1854) känner vi Erdas ursprungliga tal (Das Raub des Rheingoldes, 1852): En dyster dag skymmer för gudarna, i skam ditt ädla släkte ändas, om ringen på ditt finger du ej släpper fri! I den här formuleringen döljer sig ett löfte: Om Wotan gör sig fri från ringen går slutet, skymningen (Ragnarök), ännu att undvika. Men Wagner, som redan i början av 1854 hade funnit Erdas profetia vara otillfredsställande, ändrade hennes ord och gav därmed hela Ringcykeln en ny inriktning: Jag låter endast Erda säga: ”Allt vad som är – upphör. En dyster dag för gudarna skymmer. Jag råder dig, sky ringen.” Och Wagner tillfogade: Vi måste lära oss att dö, och att dö i ordets rättaste bemärkelse; fruktan för slutet är källan till all hjärtlöshet, och den uppstår endast där redan själva kärleken förbleknar. Den förbannelse som vilar över ringen upphör inte förrän denna återbördas till naturen, inte förrän guldet sänkts tillbaka ned i Rhen. Inte heller detta lär sig Wotan förrän alldeles i slutet, då han vid sin tragiska levnadsbanas sista anhalt inser att det som Loge i början upprepade och gripande framhöll, det var vad den maktgirige allra mest förbisåg; han lärde till en början – av Fafners dåd – endast känna förbannelsens makt; först när ringen även bringar Siegfried i fördärvet, inser han att olyckan bara kan gäldas genom att det stulna återbördas, och kopplar därmed villkoret för sin egen önskade undergång till detta gäldande av en gammal orätt. I Rhenguldets sista scen dyker Erda upp som en Deus ex machina just då situationen ter sig som mest hopplös: Wotan vägrar lämna ifrån sig ringen till jättarna som betalning för att de byggt borgen Valhall. Jättarna är på väg att dra med sig gudinnan Freia som ersättning medan de andra gudarna förgäves försöker övertala Wotan. Då stillnar allt och Erda stiger upp ur jorden som den jordgudinna hon är. Efter sin spådom försvinner hon ned igen. Wotan är skakad och beslutar sig att uppsöka Erda för att få mer vishet och kunskap om ödet som väntar gudarna. I Valkyrian får vi reda på att efter detta möte födde Erda de åtta valkyriorna och Wotans älsklingsdotter Brünnhilde. Sedan återkommer inte Erda förrän i akt III av Siegfried, då Wotan manar fram Erda ur hennes eviga sömn. Efter sin varning avgår hon till tonerna av "Undergången"-motivet, en invertering av Erdas bidrag som liknar "Kvinno-motivet".

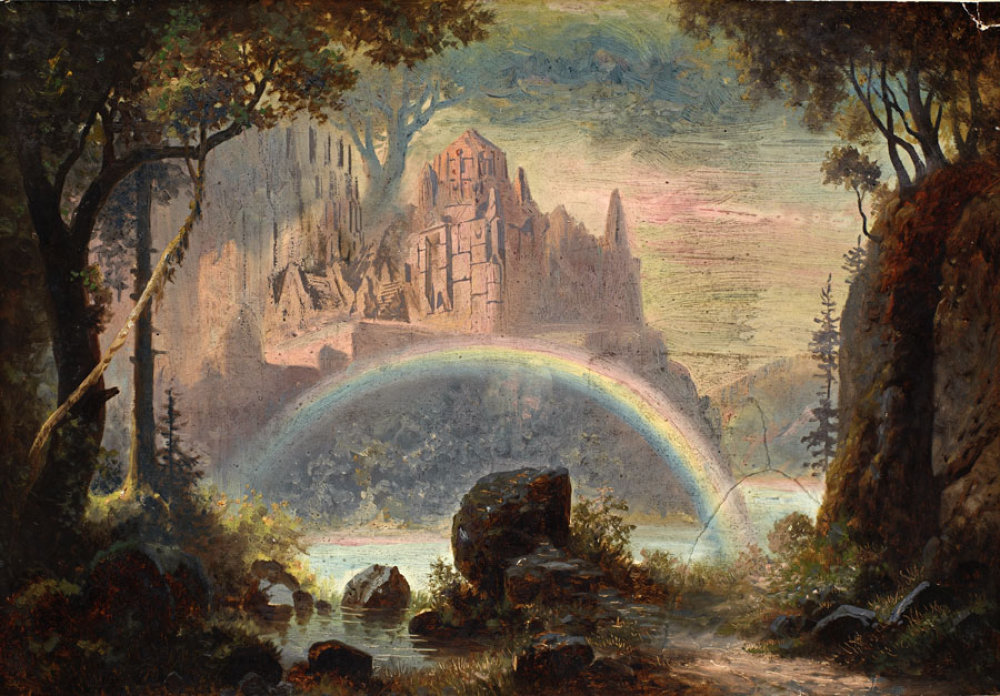
Målning av Hermann Burghart till uppsättningen i Wien 1878: Regnbågen leder in till det nybyggda Valhall

Scenen avslutas med en snabb följd av motiv: "Donners rop", en hornfanfar med vilken han frammanar åskvädret; Frohs "Regnbågsbro" som ger gudarna en väg in i Valhall; Svärdsmotivet, ett arpeggio i C-dur som skulle bli mycket betydelsefullt i senare Ringoperor, och den spöklika "Rhendöttrarnas klagan", utvecklades ur det fallande steget som tidigare betydde döttrarnas glädje i guldet. Som en man, som i hela sin uppenbarelse verkar vara född till att härska, leder Wotan sin hustru Fricka till den nya gudaboningen. Solen skiner och en underbar regnbågsskimrande bro förbinder den fjärran horisonten med Valhall. Skenbart ett lyckligt slut: Borgen står klar, Freia (och därmed de gyllene äpplen som skänker evig ungdom!) tillhör åter gudarna och Alberich är besegrad. Men någonstans i världen finns ringen. Hat och maktbegär har förgiftat gudarnas ogrumlade tillvaro. Priset har varit för högt. I bästa fall är Wotan medveten om detta, då han för ett ögonblick eftertänksamt blir stående på bron. Då slås Wotan av en tanke, som orkestern avslöjar. Det är motivet som i Ringcykelns andra del (Valkyrian) är knutet till svärdet Nothung. Svärdet ska tillhöra en hjälte som heter Siegmund och som är Wotans son. Denne ska återvinna ringen för sin fars räkning. Genom den egna viljan, som dock är styrd av fadern, ska detta förhindra världens undergång. Wotan bedrar sig själv. Han och gudarnas släkte är redan dömda till undergång i och med intåget i Valhall. Scruton skriver om rhendöttrarnas klagan: "Och ändå ljuder ständigt Rhendöttrarnas klagan i djupet, sjungande av en naturlig ordning som föregick den medvetna vilja som har tillskansat sig den. Denna klagosång ljuder i allas vårt omedvetna, när vi följer våra vägar till personlighet, suveränitet och frihet...". Dessa är de sista rösterna som hörs i operan, "som genomborrar våra hjärtan med plötslig längtan, smälter våra ben med nostalgisk åtrå", inför gudarna, "marscherande i tom triumf mot sin undergång", stiger in i Valhalla till en dånande orkesteravslutning, som består av flera motiv inklusive "Valhalla", "Regnbågen" och "Svärdet".

### Orkesterbesättning
- Träblåsinstrument: Piccolaflöjt; 3 tvärflöjter; 3 oboer; engelskt horn; 3 klarinetter; basklarinett; 3 fagotter
- Bleckblåsinstrument: 8 valthorn (5-8 dubblerar på Wagnertubor i Bb och F); 3 trumpeter; bastrumpet; 2 tenortromboner; bastrombon; kontrabastrombon: (dubblerande på bastrombon); kontrabastuba
- Slagverk: 2 uppsättningar pukor; cymbaler; triangel; Gong
- Stråkar: 16 förstavioliner; 16 andravioliner; 12 altfioler; 12 celli; 8 kontrabasar; 6 harpor (plus en sjunde utanför scenen)
- Off-stage: 18 städ i varierande storlekar (stämda till 3 oktaver av F#); hammare

## Personer
| Roller      | Röstläge                 | Urpremiär München 22 september 1869 Dirigent: Franz Wüllner | Bayreuthpremiär 13 augusti 1876 Dirigent: Hans Richter | Sverigepremiär 26 oktober 1901 Dirigent: Richard Henneberg |
| Gudar       | Gudar                    | Gudar                                                       | Gudar                                                  | Gudar                                                      |
| ----------- | ------------------------ | ----------------------------------------------------------- | ------------------------------------------------------ | ---------------------------------------------------------- |
| Wotan       | Basbaryton               | August Kindermann                                           | Franz Betz                                             | Åke Wallgren                                               |
| Loge        | Tenor                    | Heinrich Vogl                                               | Heinrich Vogl                                          | Otto Briesemeister                                         |
| Fricka      | Mezzosopran              | Sophie Stehle                                               | Friederike Grün                                        | Matilda Jungstedt                                          |
| Freia       | Sopran                   | Henriette Müller                                            | Marie Haupt                                            | Göta Lindberg                                              |
| Donner      | Basbaryton               | Karl Samuel Heinrich                                        | Eugen Gura                                             | Carl Lejdström                                             |
| Froh        | Tenor                    | Franz Nachbaur                                              | Georg Unger                                            | Henning Malm                                               |
| Erda        | Alt                      | Emma Seehofer                                               | Louise Jaide                                           | Davida Afzelius-Bohlin                                     |
| Nibelungar  |                          |                                                             |                                                        |                                                            |
| Alberich    | Baryton                  | Karl Fischer                                                | Karl Hill                                              | Carl August Söderman                                       |
| Mime        | Tenor                    | Max Schlosser                                               | Max Schlosser                                          | Sven Nyblom                                                |
| Jättar      |                          |                                                             |                                                        |                                                            |
| Fasolt      | Basbaryton               | Toni Petzer                                                 | Albert Eilers                                          | Axel Sellergren                                            |
| Fafner      | Bas                      | Kaspar Bausewein                                            | Franz von Reichenberg                                  | Johannes Elmblad                                           |
| Rhendöttrar |                          |                                                             |                                                        |                                                            |
| Woglinde    | Sopran                   | Anna Kaufmann                                               | Lilli Lehmann                                          | Frk Hallgren                                               |
| Wellgunde   | Sopran eller mezzosopran | Therese Vogl                                                | Marie Lehmann                                          | Anna Fernquist                                             |
| Floßhilde   | Mezzosopran              | Wilhelmine Ritter                                           | Minna Lammert                                          | Anna Edström                                               |

## Handling
Handlingen är förlagd till sagotiden.

### Scen 1. På botten av Rhen
Djupt i floden Rhen simmar Rhendöttrarna och sjunger om skatten de vaktar, Rhenguldet som ligger på flodens botten (”Weia! Waga! Woge, du Welle!”). Nibelungen Alberich närmar sig och försöker lystet fånga en av dem, men de skrattar hånfullt åt den otäcke dvärgen. Varje gång han sträcker ut sina armar för att omfamna dem, smiter de undan och skrattar åt honom. Då tränger en solstråle ned mellan klipporna och träffar Rhenguldet, som börjar lysa och glimma. Alberich dras dit av skenet och intet ont anande röjer de tre rhendöttrarna guldets hemlighet för honom. Endast den som frånsäger sig kärleken kan vinna Rhenguldet och smida den ring, som kommer att ge ägaren herraväldet över världen (”Nur wer der Minne Macht entsagt”). I visshet om att kärleken är det sista som den kärlekskranke dvärgen skulle vilja ge avkall på fortsätter de sin lek. Alberich grips av maktbegär och med en ohygglig ed avsvär han sig kärleken och rövar guldet. Under Rhendöttrarnas klagoskrik försvinner han i djupet. Hans hånskratt skallar över den mörknande scenen.

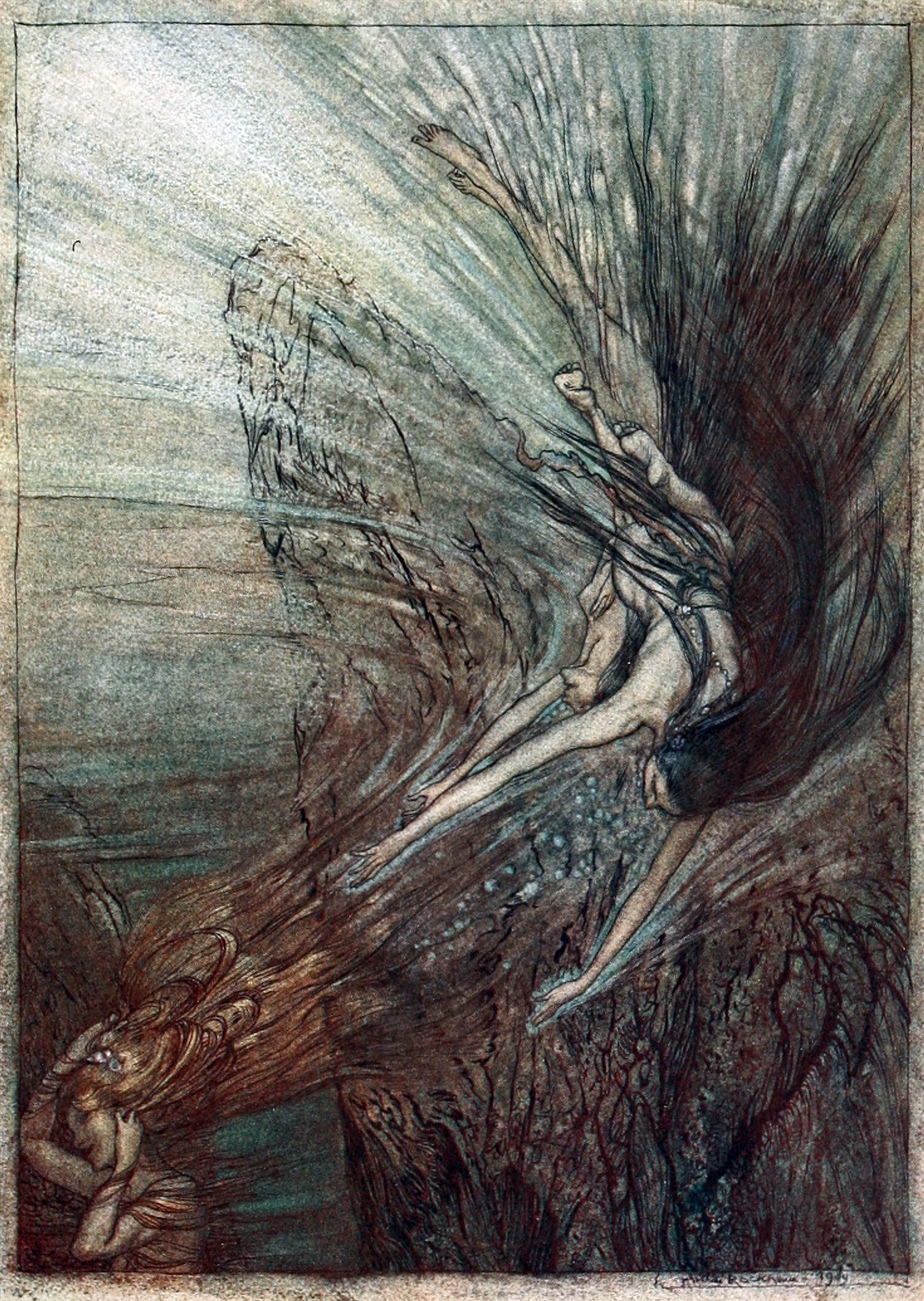
Rhendöttrarna leker i Rhens vatten
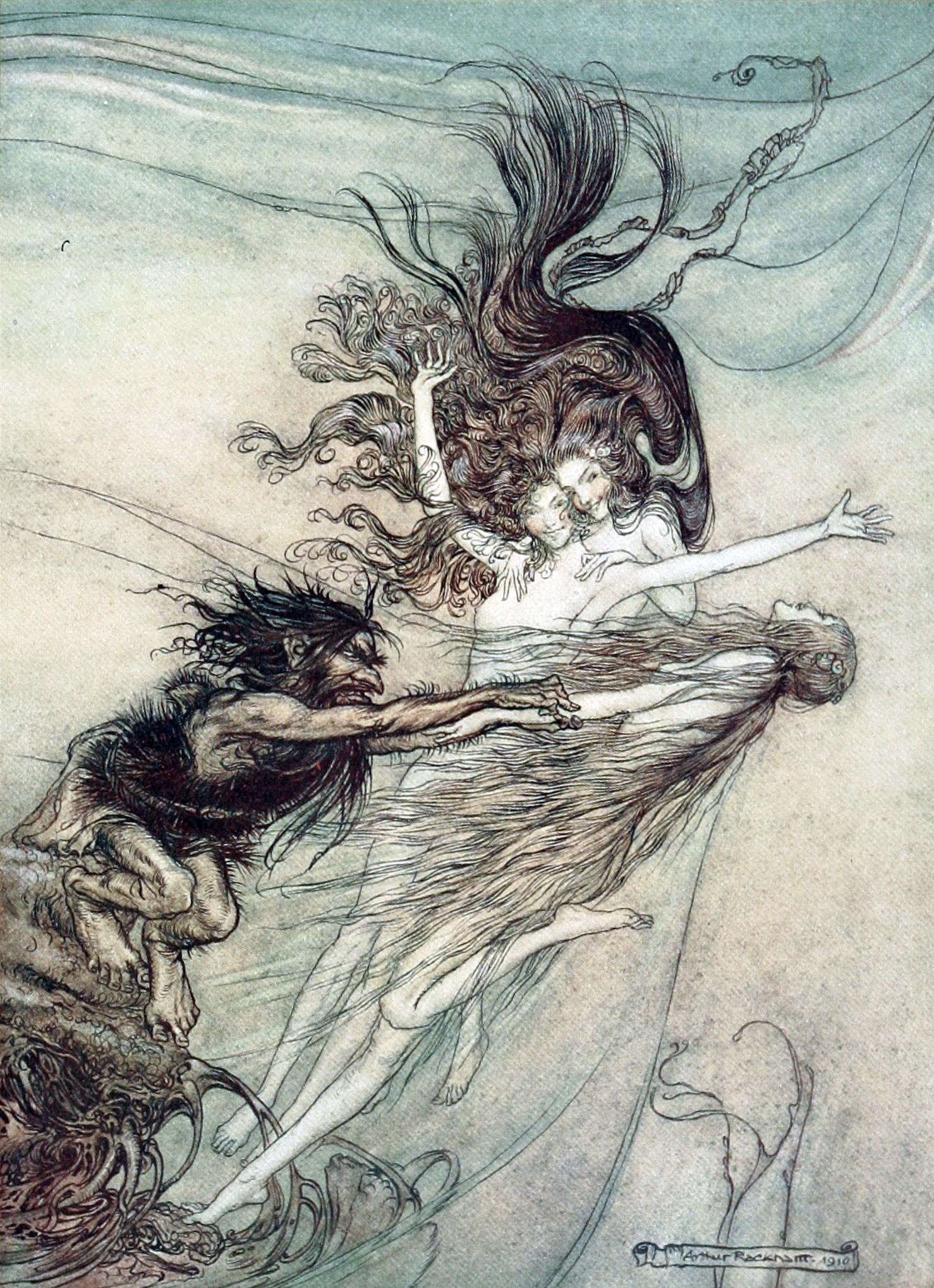
Alberich försöker förgäves fånga en av dem.
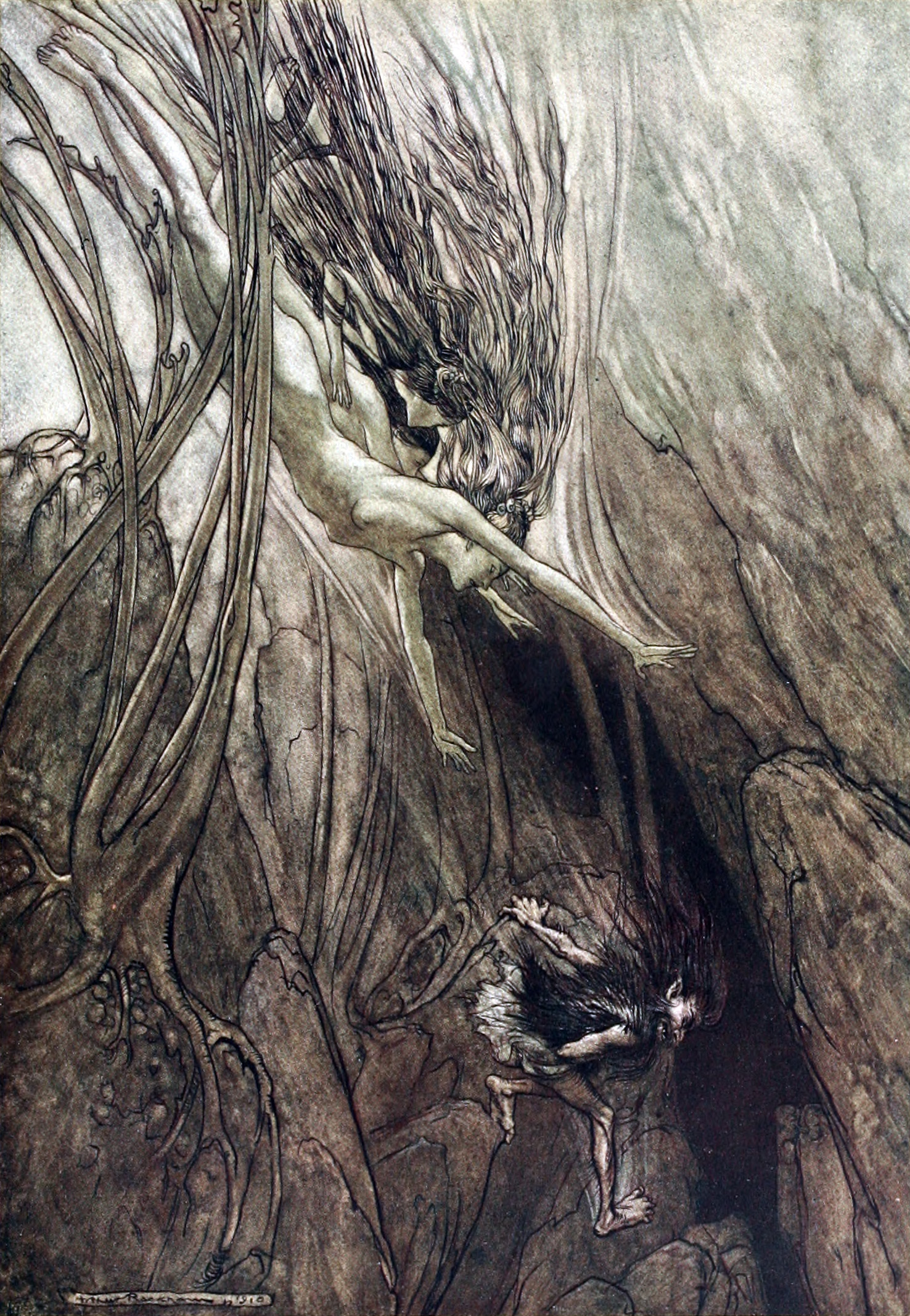
Dvärgen förbannar kärleken och stjäl guldet.

### Scen 2. Fjällsluttning vid Valhall
På gräsvallen sover gudarnas konung, Wotan, och hans hustru Fricka. Hon väcker Wotan som ser att jättarna Fafner och Fasolt har byggt färdigt borgen Valhall. Wotan gläder sig åt detta, men Fricka påminner honom om att han har lovat jättarna att de ska få hennes syster Freia, kärlekens och den eviga ungdomens gudinna, som lön för bygget. Freia flyr från jättarna och söker skydd hos Wotan, som redan i förväg har sänt eldens gud, den listige Loge för att finna någon ersättning åt jättarna. Det är Freia som har guldäpplena som ger gudarna den eviga ungdomen, och Fasolt och Fafner gör allt för att få henne med sig. Froh anländer för att försvara sin syster och åskguden Donner utmanar jättarna till strid. Wotan hindrar dock honom från att slunga sin hammare mot jättarna, då Wotan ser till att alla avtal uppfylls och hans makt är baserad på de avtal han ristat på spjutet Gungner. Det här med Freia som lön är inte Wotans idé från början utan Loges.
Loge vänder tillbaka och ställs till svars för sina handlingar. Han slingrar sig bara när han beskriver alla levande varelsers längtan till kärlek. Han berättar vidare att han har sökt igenom hela världen utan att finna någon som ville avstå från kärleken (”Immer ist Undank Loges Lohn!”). Men han berättar också att dvärgen Alberich rövat bort Rhenguldet och att han är i färd med att smida en ring, som snart ska göra honom till världens herre. Loge frågar jättarna om de skulle vara intresserade av den istället för Freia? Jodå, det kan de visst. Men Wotan vill inte lyssna på det örat; inte bestjäl man ens en tjuv – det skulle just se ut! Jättarna tröttnar på diskussionen. De tar helt enkelt med sig Freia i väntan på att gudarna ska bestämma sig. Loge ser med illa dold skadeglädje hur Freias frånvaro och bristen på guldäpplen påverkar gudarna. Wagner målar deras åldrande i sotigt, giftiga färger. Trötta och griniga dissonanser över den musik som här ihop med Freia och evig ungdom. I samma ögonblick som Freia lämnar gudarna vissnar alla blommor, och gudarna märker att de åldras, alla utom Loge som hånfullt kommenterar deras utseende och sinande krafter. Fricka grips av raseri mot Wotan som har fört gudarna in i deras svårigheter, och han beslutar sig för att tränga genom svavelklyftan ner till Nibelheim för att där råna Alberich från Rhenguldet. Loge följer med (ledsagad av sin opålitligt fladdrande musik) som sällskap och rådgivare.

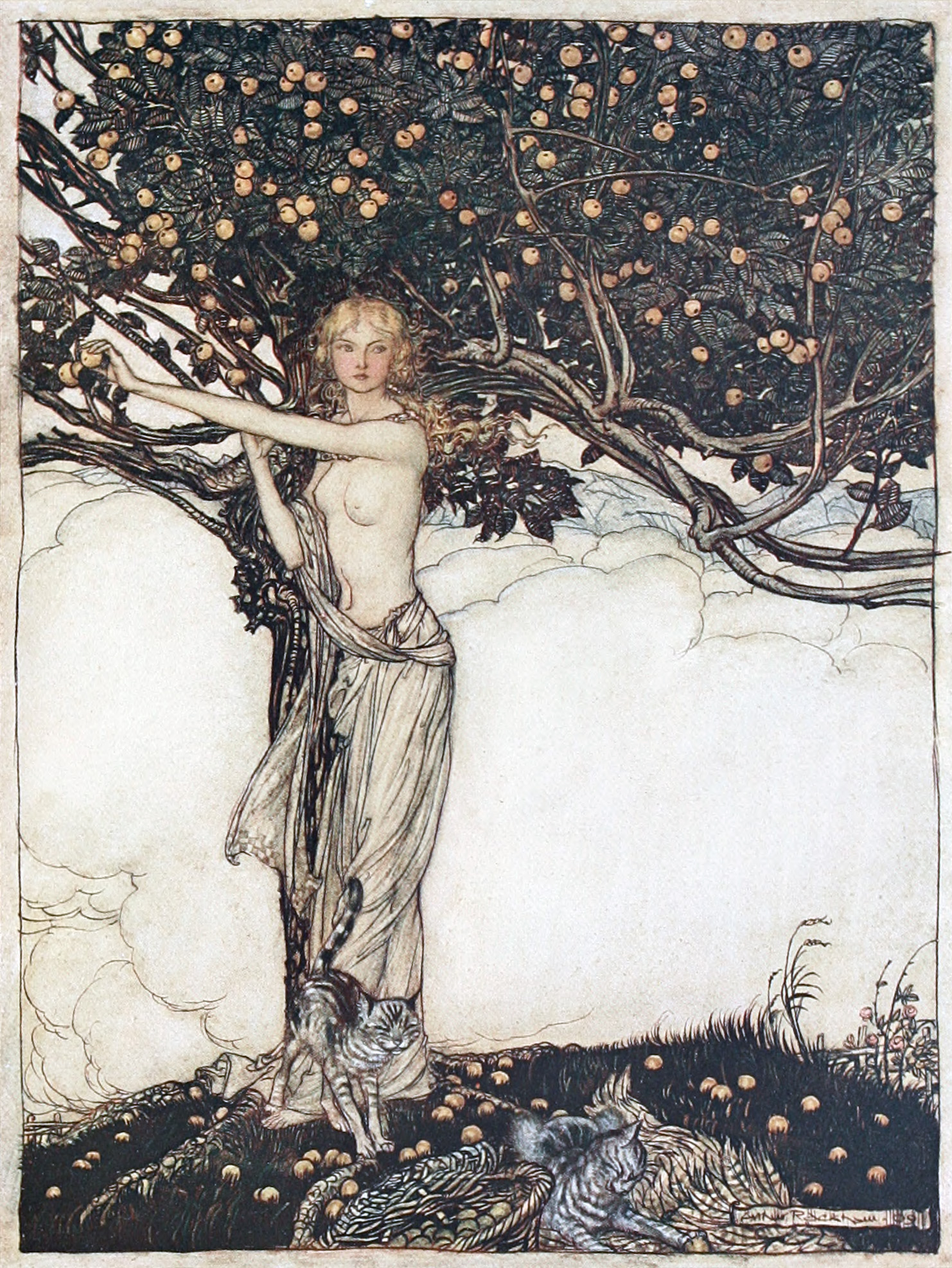
Freia med sina gyllene äpplen.
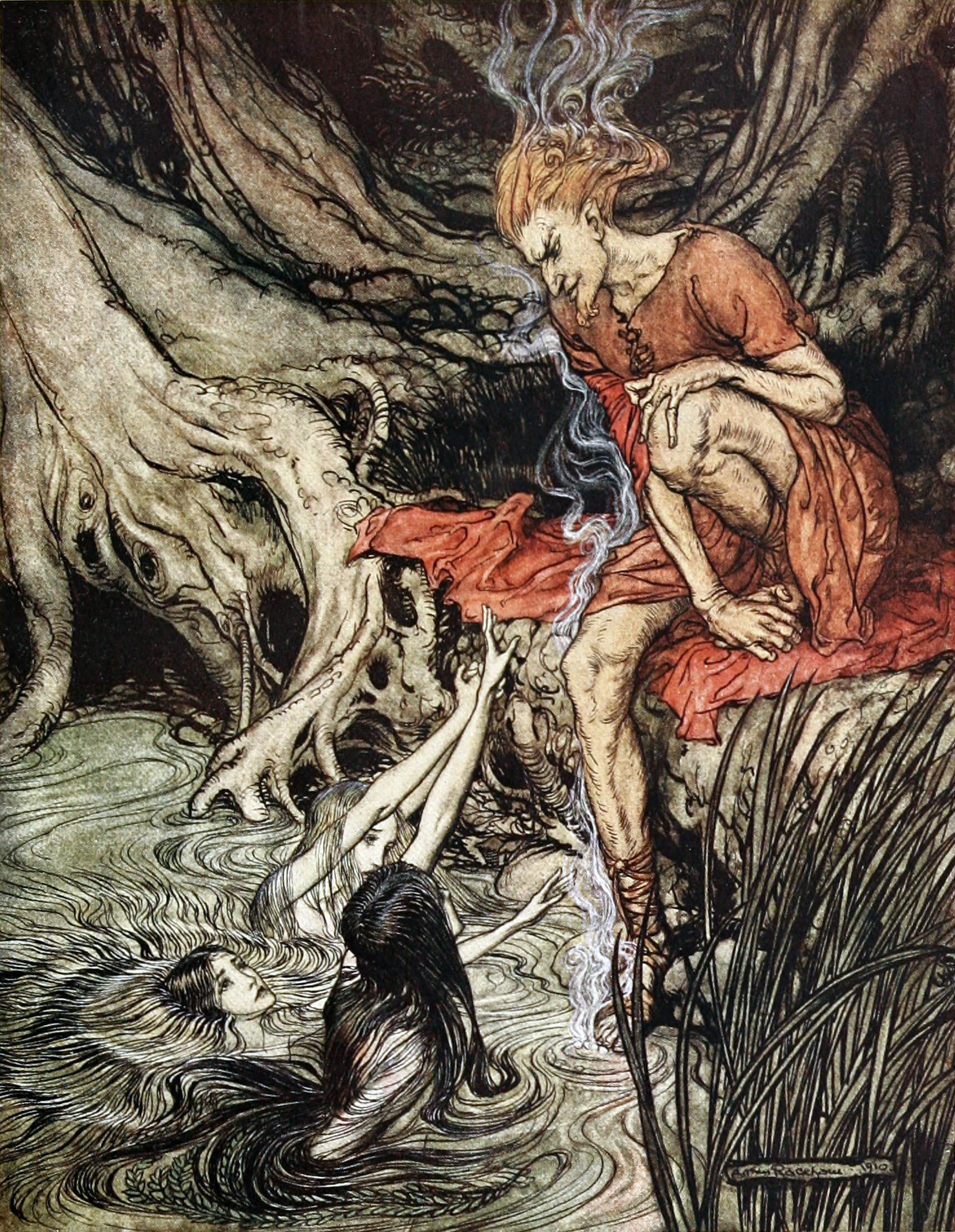
Loge får höra om stölden av guldet.
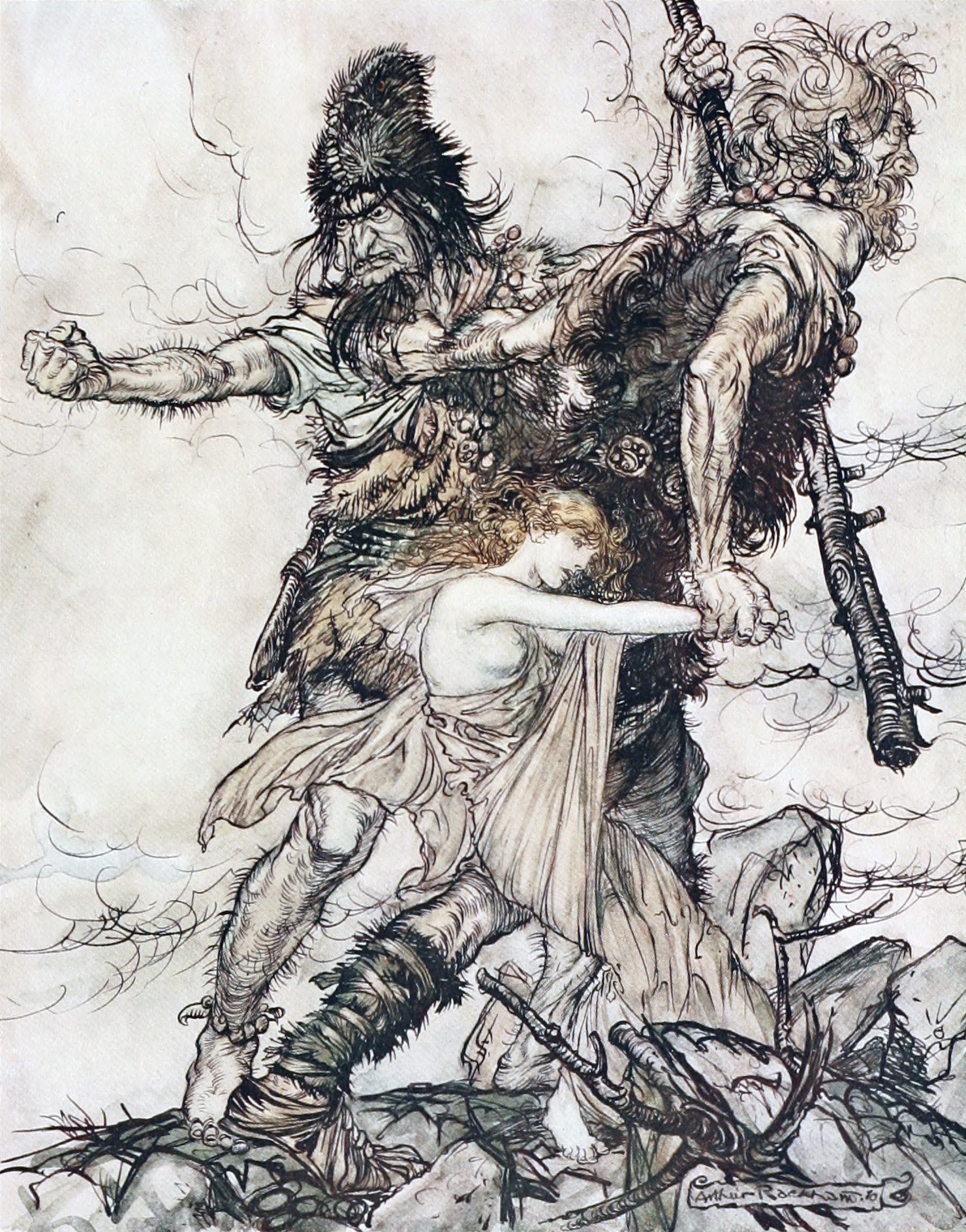
Jättarna tar med sig Freia.
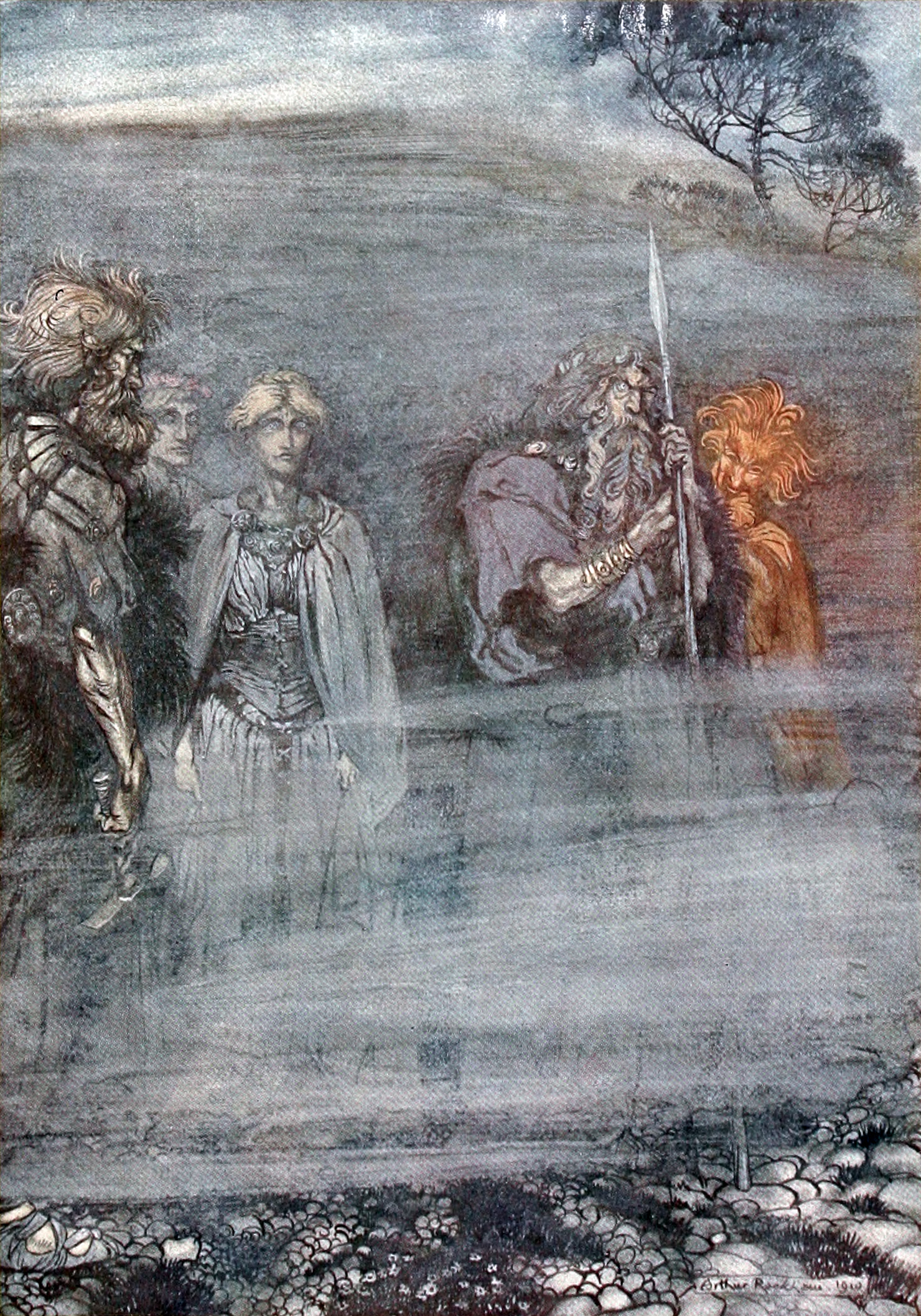
Gudarna åldras så fort Freia har försvunnit.

### Scen 3. Nibelheim
Orkestermellanspel som skildrar Wotans och Loges resa ner i underjorden. I partituret står angivet 18 städ i olika storlekar och tonhöjd som ska skildra nibelungarnas eviga hamrande och smidesarbete.
Alberich har genom ringens makt fått alla nibelungar i sin våld och driver dem som slavar till att gräva upp skatter ur jorden. Hans lillebror Mime har smitt en vidunderlig trollhjälm (Tarnhelm), som förtrollar den som bär den eller gör honom osynlig. Alberich tar hjälmen, gör sig osynlig och med ett djävulskt skratt piskar han den försvarslöse Mime. Wotan och Loge stiger ned i klyftan. De träffar på den klagande Mime som gärna berättar om hjälmen och ringen. När Mime hör Alberich närma sig försvinner han snabbt. Alberich känner igen Wotan och Loge, och är till en början misstänksam men gudarna smörar och fjäskar. Alberich berättat hånfullt om sin makt och hur han ska erövra Valhall samt våldföra sig på gudinnorna. Wotan blir rasande och vill slå ned honom, men den listige Loge smickrar dvärgen, så att han avslöjar hjälmens trollkraft för dem. Alberich förvandlar sig först till en hiskelig drake, men Loge frågar honom om han inte kan förvandla sig till något mindre. Alberich gör sig då till en liten padda. Genast är Wotan framme och sätter foten på honom, och Loge bemäktigar sig hjälmen. Alberich, som nu återfått sin mänskliga gestalt, binds och förs upp till gudarnas värld.

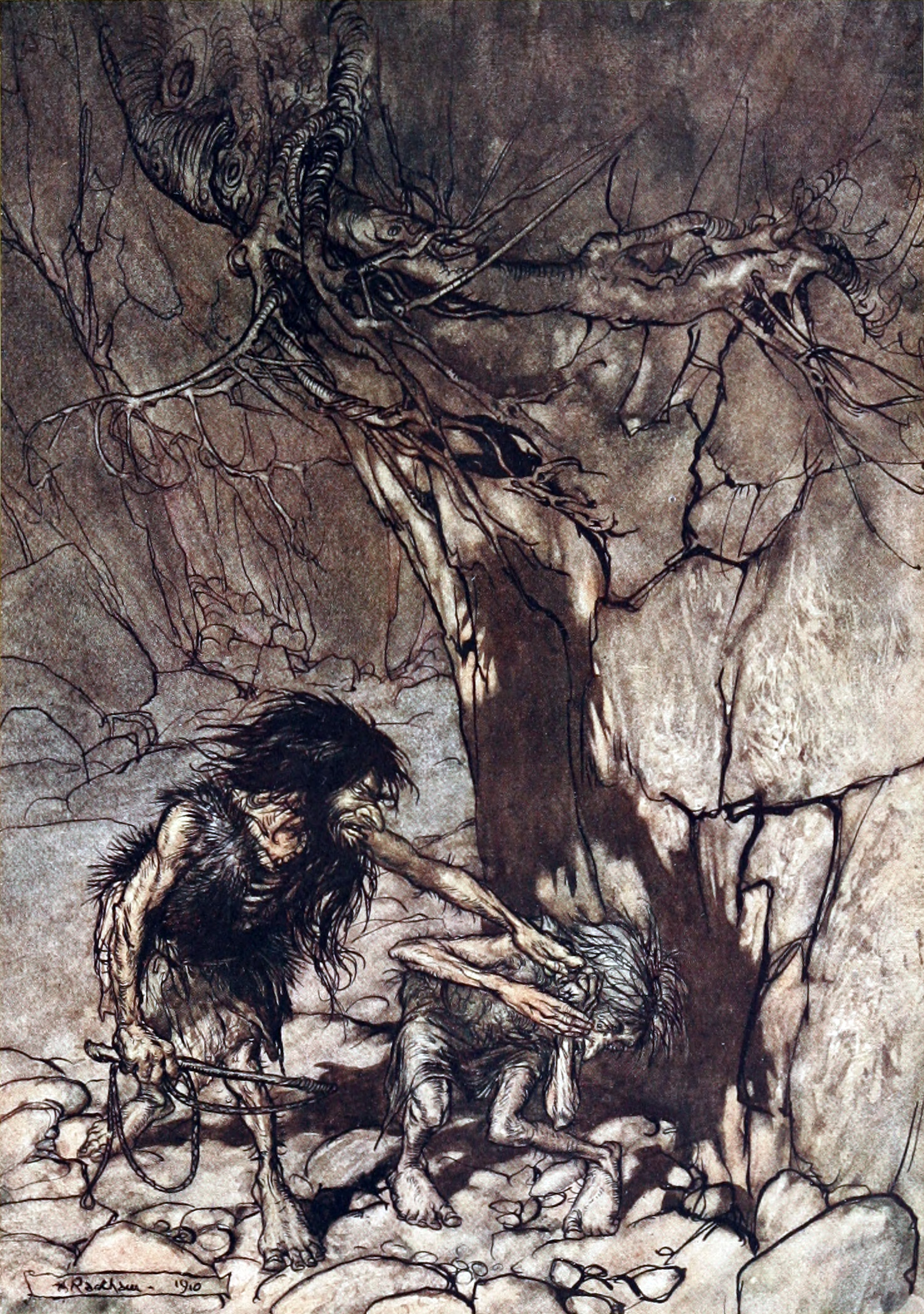
Alberich plågar sin bror Mime
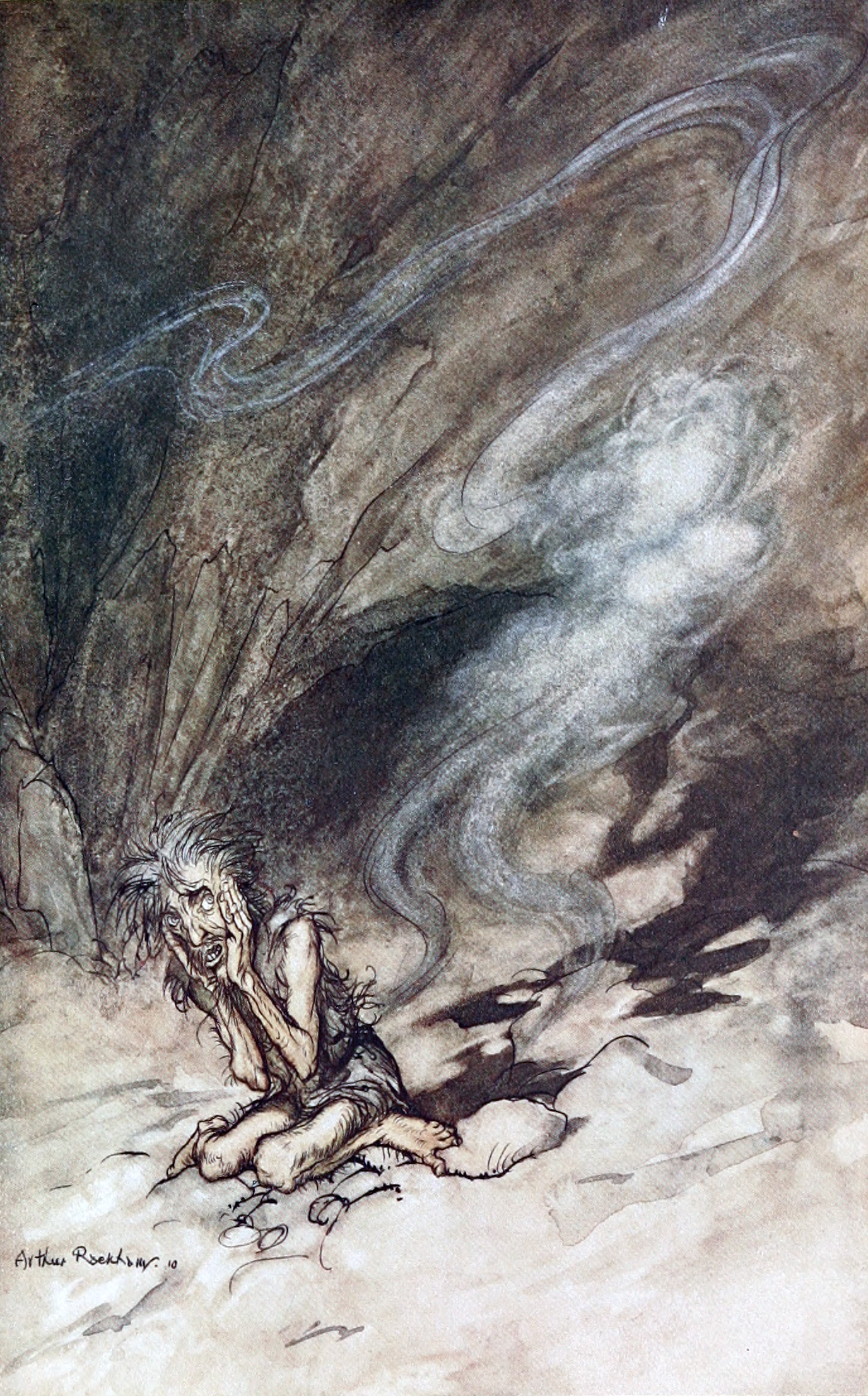
Med Tarnhelm på blir Alberich osynlig.
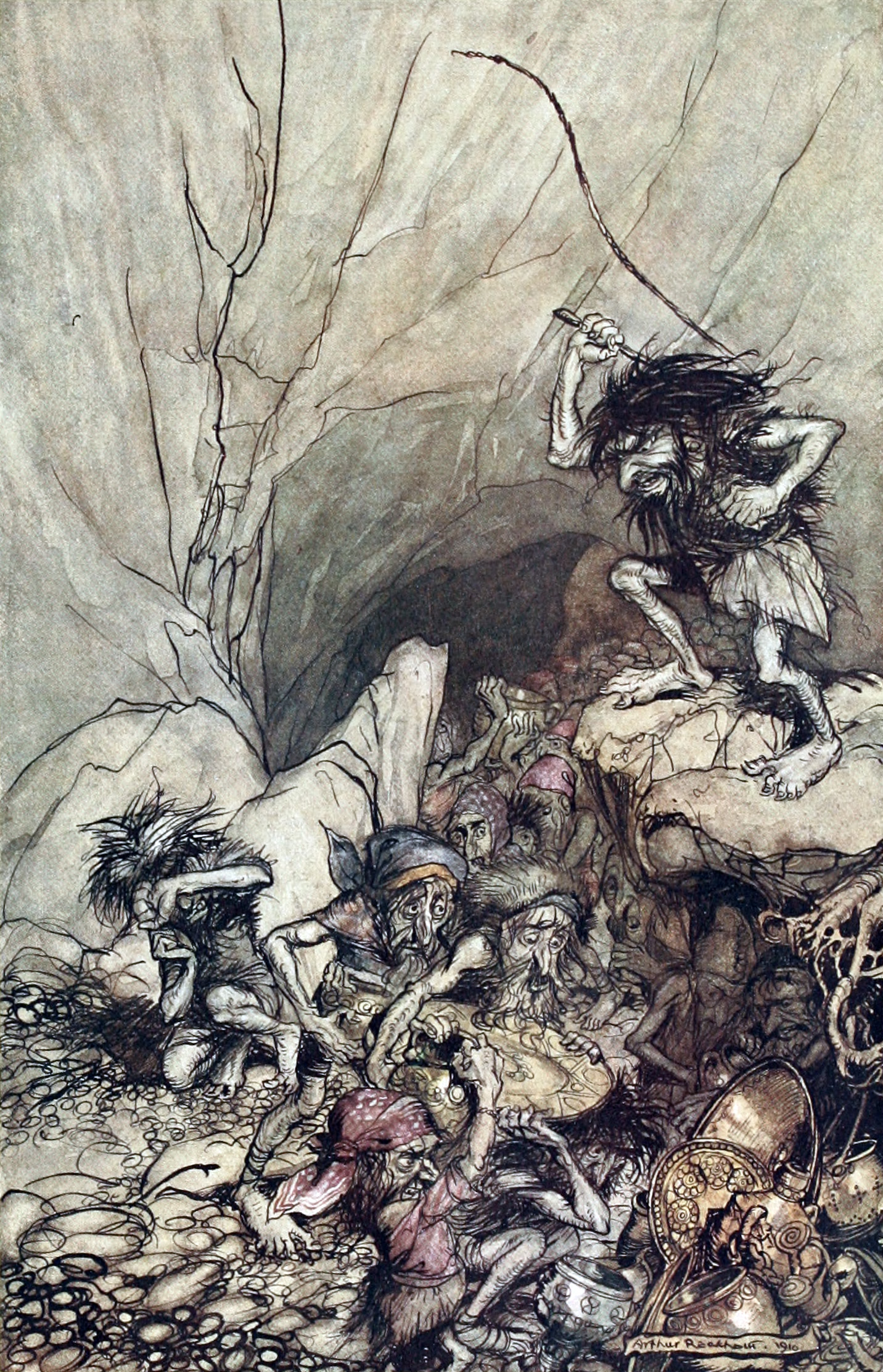
Med ringens makt har Alberich förslavat alla Nibelungar.
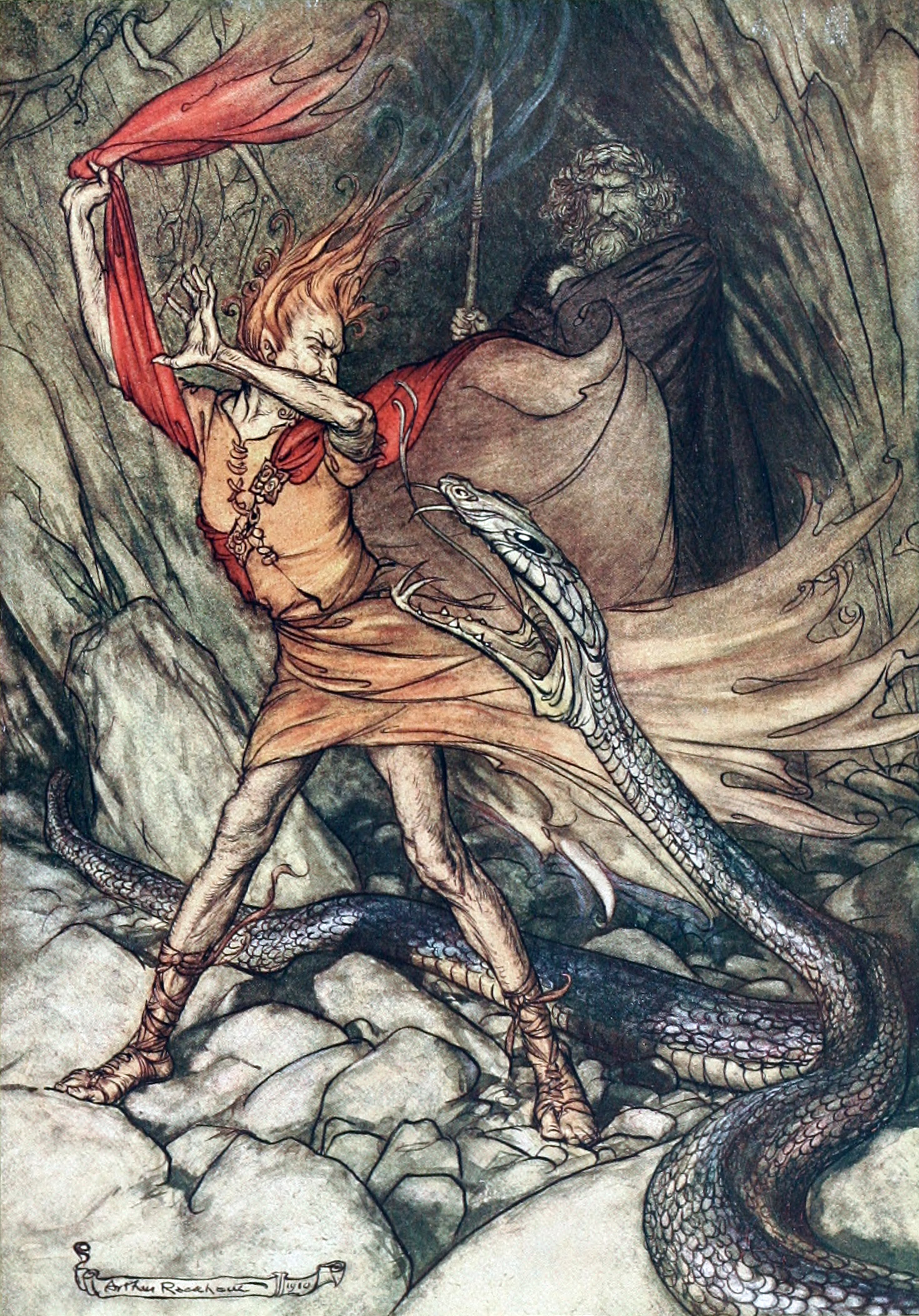
Loge låtsas blir förskräckt över Alberichs förvandling till en drakorm.

### Scen 4. Fjällsluttningen vid Valhall
Wotan lovar Alberich att han ska återfå friheten om han vill utlämna ringen och guldskatten. På Alberichs befallning överlämnar nibelungarna alltsammans (”Wohlan die Nibelungen rief ich mir nah”). Om Alberich bara har kvar ringen kan han lätt ta tillbaka skatten senare. Döm om hans indignation när Wotan även rånar honom på denna dyrgrip. Alberich är fri, han kan gå. Men vad är hans frihet värd? Innan han åter dyker ned i underjorden fäster han en förbannelse vid ringen: död och elände ska drabba alla som kommer i kontakt med den. Ingen ska få någon glädje av ringens glans. Den som äger den ska plågas av bekymmer och den som inte äger den, ska känna avund. Bara i nibelungarnas ägo ska den bringa lycka.
Fasolt och Fafner återvänder med Freia och begär att gudarna ska mäta upp så mycket guld att det helt döljer henne. För att skyla Freias hår måste gudarna offra trollhjälmen. Fasolt vill inte skiljas från Freia och spanar efter en glimt av henne. Genom guldskatten ser han plötsligt en strimma av hennes ena öga och kräver att få behålla henne. Fafner kräver att Wotan offrar ringen. Han nekar bestämt att lämna den ifrån sig och rasande hotar jättarna med att ta med sig Freia för evigt. Då materialiserar sig en märklig varelse. Det är Erda, urvalan, den allvetande jordgudinnan, som stiger upp ur jorden. Hon varnar Wotan för ringens förbannelse och uppmanar Wotan att ge bort den (”Weiche, Wotan, weiche!”). Skakad av valans ord avstår Wotan från ringen. Erda vet att det bara är en förhalningsmanöver på vägen utför. Förbannelsen träder omedelbart i kraft: Jättarna blir osams och börjar slåss om guldet. Fafner börjar krafsa ihop skatten medan Fasolt ber gudarna att lösa tvisten, men ingen är intresserad. Då viskar Loge till Fasolt att strunta i skatten och ta ringen istället. Men Fafner slår ihjäl brodern och släpar med sig både guldet, ringen och broderns lik. Gudarna erkänner ringens förbannelse och Wotan beslutar stiga ned till Erda och höra vad framtiden bär i sitt sköte. Då pekar Fricka på den ståtliga borgen som väntar på sina invånare i aftonsolens glans. Åskguden Donner låter blixtarna splittra molnen som döljer borgen (”He da! Zu mir, du Gedüft!”) och på Frohs uppmaning skrider gudarna högtidligt via regnbågen över till deras nya boning. Wotan blir betagen av synen (”Abendlich strahlt die Sonne Auge”) och ger den namnet Valhall. Ur djupet hörs Rhendöttrarnas klagan över det förlorade guldet (”Rheingold! Rheingold!”). Wotan skrattar när Loge hånar dem. Men djupt där nere sjunger de vidare om falskheten som bor ovan molnen.

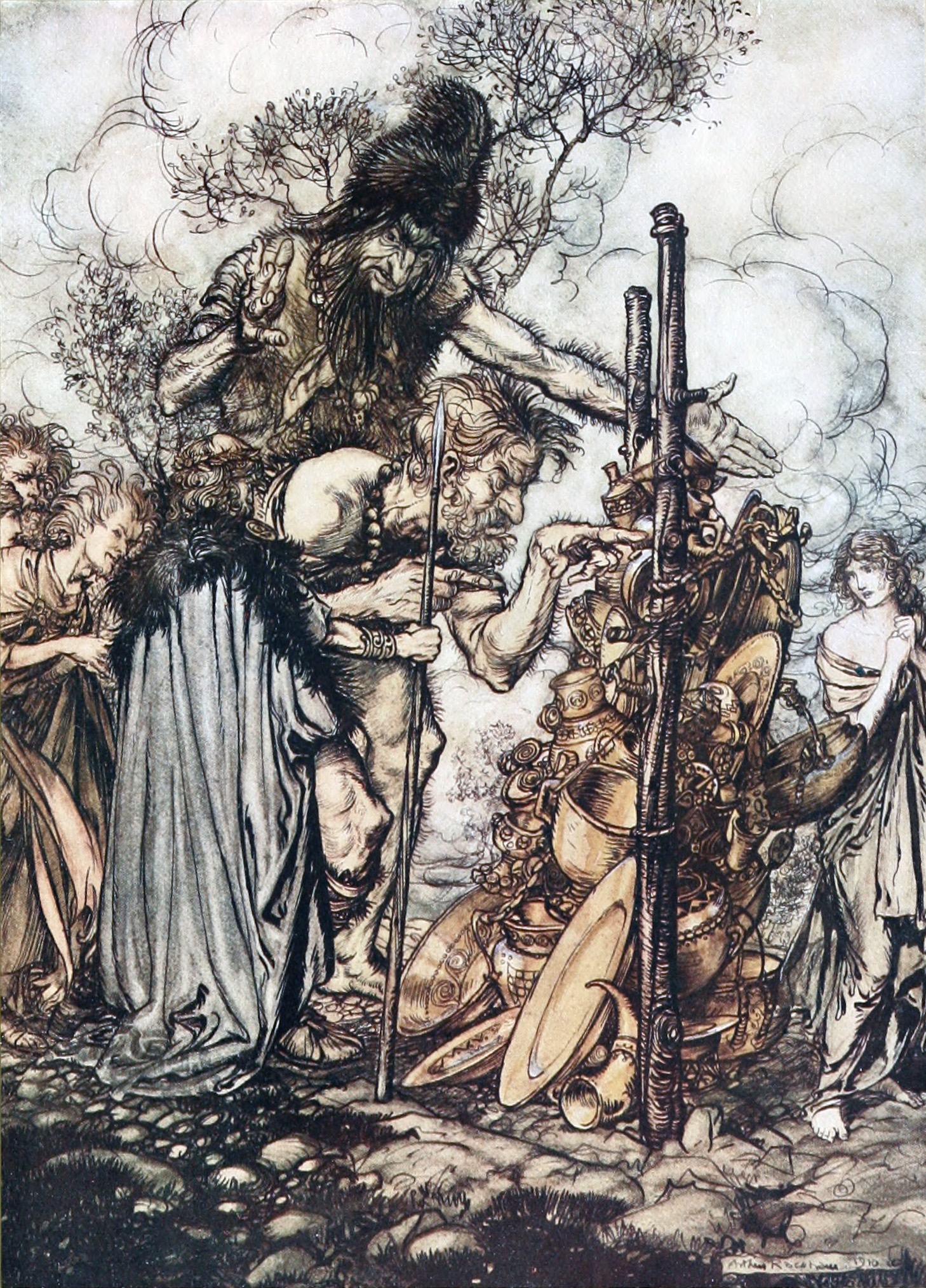
Guldet staplas framför Freia.
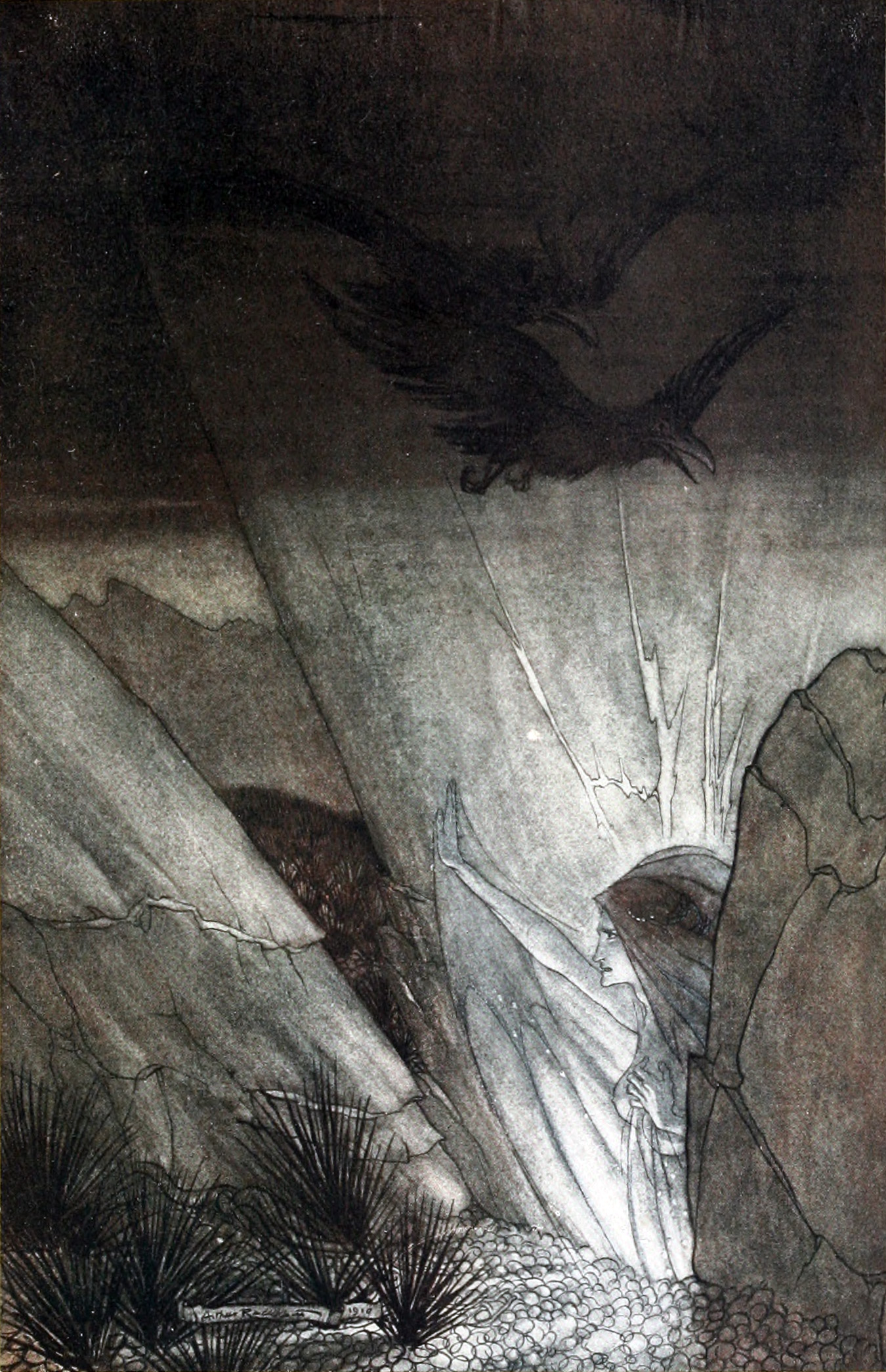
Jordgudinnan Erda stiger upp.
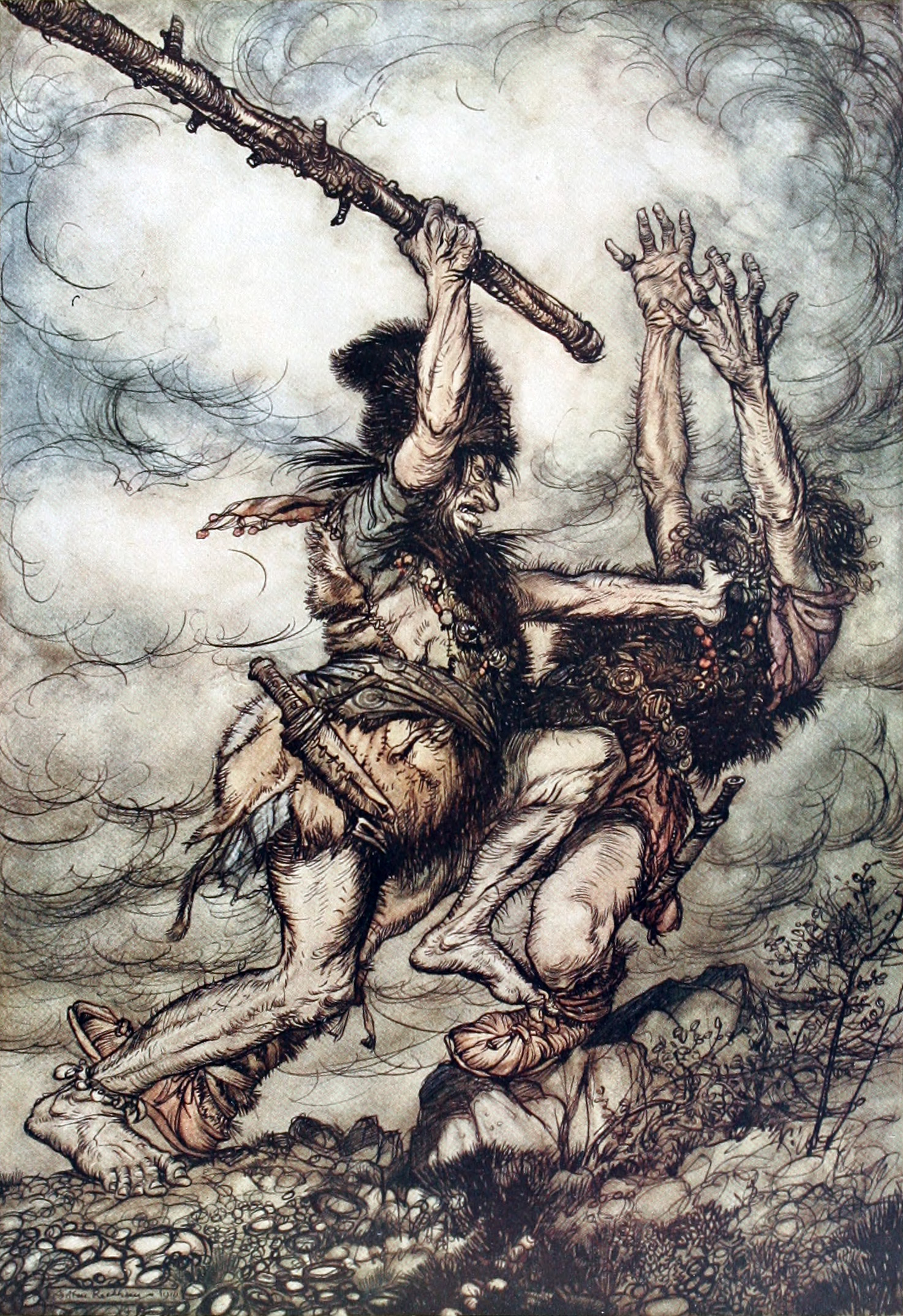
Jättarna blir osams om guldet.
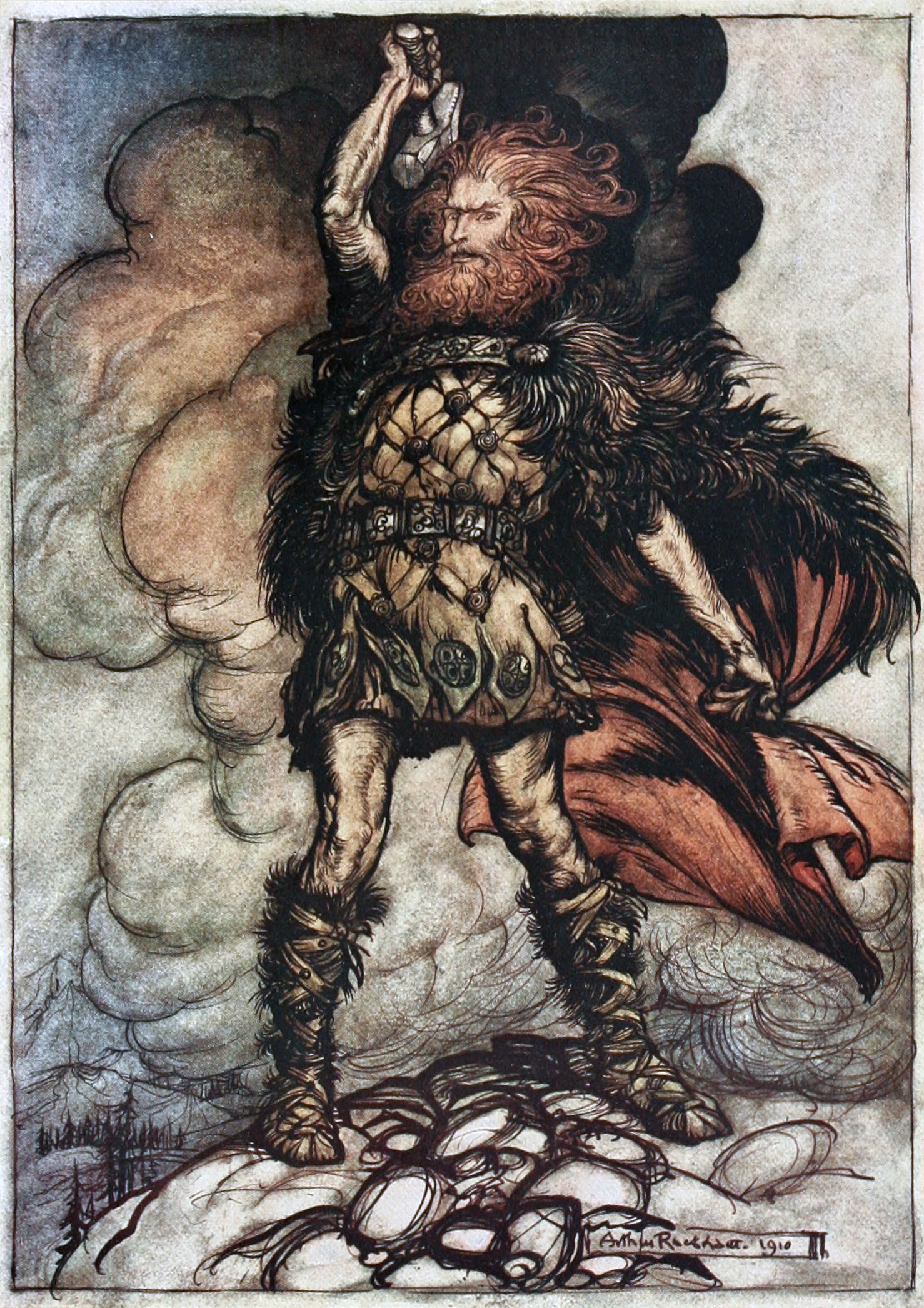
Åskguden Donner rensar luften och ordnar blixnedslag.
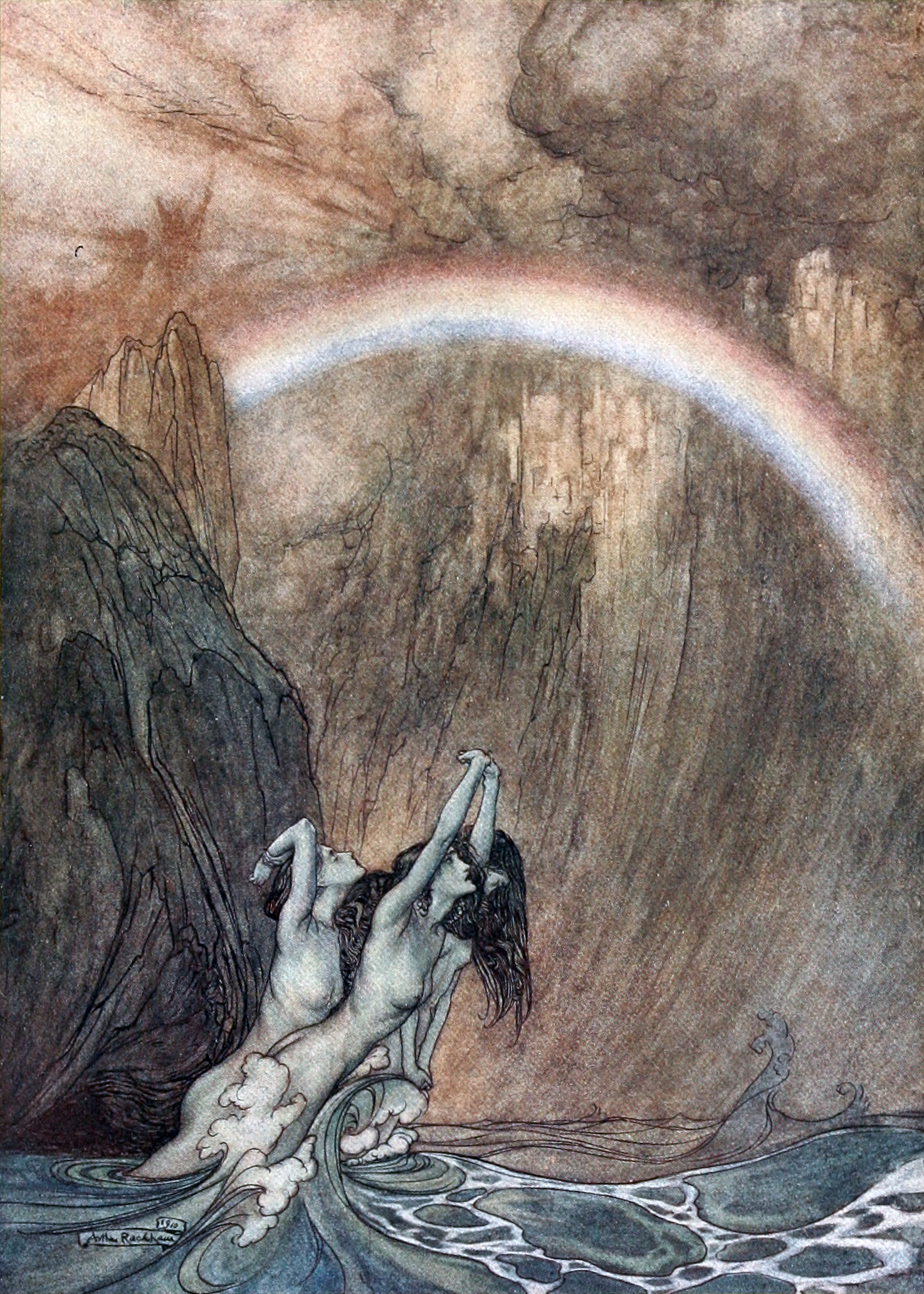
Via regbågen tågar gudarna in i Valhall. Rhendöttrarna beklagar sitt rövade guld.

## Inspelningar (urval)
- Das Rheingold. John Tomlinson, Bodo Brinkmann, Linda Finnie, Matthias Hölle, Helmut Pampuch. Orchester der Bayreuther Festspiele. Daniel Barenboim, dirigent. Warner DVD 2564 62318-2.[121]